# خالد عبد الرحمن

فنان الانسانية و جائزة التميز في الفن الإنساني

خالد بن عبد الرحمن بن محمد بن علي الودعاني الدوسري، فنان سعودي ولد في الرياض في 22 أبريل 1965، ويذكر أن تاريخ ميلاده المسجل في جواز سفره هو 28 نوفمبر 1962م، كان فقط لجعل سنة أكبر في ذلك الوقت للحصول على رخصة القيادة مبكراً. نشأ خالد ودرس الابتدائية في مدرسة قتيبة بن مُسلم ولكنه لم يكمل الثانوية، وله خمسة إخوة وهو أكبرهم، توفي والده في عام 1983 ووقع على عاتقه عائلة كاملة وهو لم يتجاوز 15 عاما. تعرض خالد لأزمة عاطفية قبل دخوله المجال الفني هذا ما جعله يغني اللون الحزين. تزوج في 1 مايو 2009. وحول حياته الأسرية أكد أنه نشأ وسط أسرة متوسطة الحال تتكون من 10 أبناء بالإضافة إلى الأب والأم، حيث وُلد والده في القويعية ثم انتقل الى مدينة الرياض، وكان والده يمتهن مهنه الفلاح، ومن هوايته الشعر ولم يكن سيسمح لابنه بدخول مجال الغناء والعزف على العود لو كان على قيد الحياة.

## البدايات
في البداية كتب الشعر فقط، دون أن يفكر في الغناء، ووعرضه على عدد من الفنانين المبتدئين، لكنهم رفضوها لأنه لم يكن مشهوراً وقتها، فقرر أن يغنيها بنفسه. وبعد سنوات من النجاح والشهرة أصبح الكل يطلب قصائده، مشيراً أن المطربين يبحثون عن اسم الشاعر قبل البحث عن كلماته. بدايات اهتمامه بالتلحين يعود لنهاية عام 1985م، بعد أن اشترى العود وبدأ في تعليم نفسه بنفسه، ولكنه فشل فقام بتكسير العود، وكرر هذا الموقف أكثر من خمس مرات حتى أتقن العزف على العود. وأضاف أنه باع سيارته واقترض من أصدقائه المال من أجل توفير نفقات إنتاج أول ألبوم له بعنوان «صارحيني». تميز بتلحين أغلب أغانيه بالإضافة لكتابة القصائد، ويعتبر فنان شامل أقام بعض الأمسيات الشعرية ويعشق الرحلات البرية والصيد. حينما تعلم العزف على العود، تأثر بالفنانيّن سلامة العبد الله وحمد الطيار وبشير شنان والفنان الكويتي سليمان الملا، وكان يغني للقريبين منه ويقوم بأعداد وصياغة وتلحين بعض الأغاني، وأصبحت تلك الأغاني التي بصوته تسجل تسجيلاً خاصاً وتتسرب إلى الأسواق كنسخة غير أصلية واشتهرت لدى المستمعين، وبات الطلب يتزايد من قبل محلات التسجيل بالحصول على المزيد من تلك الجلسات الخاصة والتي تسربت أساساً دون علم خالد، ولأنه في البداية كان رافضاً فكرة أن يكون فنان للجميع وإنما مكتفياً أن يكون فناناً لنفسه وللمقربين من حوله فقط كهواية يمارسها بين الحين والآخر، وليس إلزاماً أن يتواصل فيها كفنان محترف. 
لقب بملك الفن من جمهوره ولقب نفسه بمخاوي الليل. أصدر له ألبوم رسالة من معاق وحاول من خلاله أن يلفت أنظار الجمهور العريض بحس إنساني إلى هذه الشريحة من المجتمع والتي تمثل شريحة في كل بلد وفي كل مجتمع كانت هذه الرسالة الإنسانية صرخه دافئة من كل الذين أعاقتهم ظروف الحياة عن ممارسة حقهم المشروع في مجتماعتهم وأراد خالد عبد الرحمن أن يوصل لكل الأسوياء رسالة منهم فغنى رسالتهم. 
خلال مسيرته الفنية تعاون مع الكثير من الشاعرات الخليجيات أبرزهن: غيوض وشيمة ومطلع الشمس وغياهيب، إلا إنه يرفض الدويتو مع المغنيات، ودائماً ما يرفض أن يصور أغانية على طريقة الفيديو كليب بوجود المرأة، وذكر أن المشاهد يشاهد المرأة ولا يعير انتباهً للأغنية. وهو يرى أيضا أن بسبب رقة المرأة تكون بذلك أبلغ من الرجل في الشعر العاطفي. 
صدر له ديوان مطبوع وهو ديوان العطا في العام م 1996.، وديوان صفحة جديدة 1416 هـ ويجمع الديوان بين قصائد الشاعر سعيد سلطان القحطاني وقصائد خالد عبد الرحمن. وقبلها صدر ديوان بعنوان أنا وياه يجمع قصائد بندر الرشود ومخاوي الليل من إعداد الشاعر رعد بن ناصر العجمي العام 1416هـ - 1995م.
في أواخر أغسطس 2020، انضم الفنان خالد عبد الرحمن إلى شركة «ون برودكشن» للإنتاج الفني، جاء ذلك عقب تغريدة كتبها على حسابه الرسمي في «تويتر»، كاتبًا: «أسعدني الانضمام لكم، وأتمنى من الله التوفيق لنا ولكم، وانتظرونا بحُلَّة جديده ترتقي لذائقة الجمهور الكريم بإذن الله». في 6 سبتمبر 2020م، 18 محرم 1442 هجري، منح خالد عبد الرحمن لقب «فنان الإنسانية» وجائزة التميز في الفن الإنساني من قِبل مجلس العالم الإسلامي للإعاقة والتأهيل بالرياض، ولذلك لجهوده الجليلة في قضايا الشعر والأدب، بأبعاده الإنسانية والحضارية، وقد قدمت له من رئيس المجلس الأستاذ محمد بن حمود الطريقي.

## مسيرته الفنية
اتخذ خالد قرار الغناء رسمياً وعن قناعة تامة، وبدأ بإعداد بعض النصوص الشعرية، فوقع الاختيار على عدد من النصوص الشعرية وقام بتلحينها جميعا، ليقوم بعد ذلك بحزم حقائبه بصحبة أصدقائه وتوجهوا إلى الكويت رغبة منه في تنفيذ الأعمال هناك وكان ذلك خلال عام 1987م، رغم المعوقات التي واجهته لتسجيل العمل كاملاً خلال 14 ساعة من ناحية التوزيع الموسيقي وتركيب الإيقاعات والصوت وإخضاع الأعمال للتوزيع النهائي، عاد بعدها إلى الرياض حاملا عمله الأول عام 1988م وهو ألبوم (صارحيني) ليوزع العمل عن طريق شركة اجا وسلمى للإنتاج والتوزيع الفني. هذا الألبوم كانت بداية مسيرته الفنية والتي كانت انطلاقته الفنية بصوته والجماهيرية الكبيرة التي حصدها لتتوالى أعماله الناجحة من (بقايا جروح) 1989، (افراق) 1990، وألبوم وطني يحمل اسم (مسلم عربي سعودي)، ليشارك في عام 1411هـ في مهرجان الجنادرية الختامي، ويقدم في نفس العام ألبوم (انتظرته) 1991. بعد ذلك قدم خالد ألبوما يحكي معاناة الطفل المعاق وإهمال الوالدين له وكان العمل تحت مسمى (رسالة إلى معاق).
أقام خالد حفلته في القاهرة عام 1991م وقد اتسمت بحضور جماهيري. وفي منتصف 1412هـ قدم ألبومين (لو بكيت) و(موادع)، ثم قدم ألبوماً وطنياً تحت مسمى (جوهر بلادي)، واحتوى على أغنيتين شدا فيهما للمنتخب السعودي، وفي عام 1413هـ قدم ألبوم سامريات وتضمن هذا الألبوم اللون السامري البحت. وبعدها طرح ألبوم (آهات) والذي حوى أغنية واحدة حملت نفس مسمى الألبوم من كلمات الشاعر السامر ووصلت مبيعات الألبوم ما يقارب المليون.
تعاون خالد عبد الرحمن مع الشاعر الأمير بدر بن عبد المحسن لأول مرة في العام 1993م بألبوم (ودي تشوف الهم) بأغنية (آه من ليل التجافي)، وفي منتصف 1414هـ طرح ألبوم (أمر تدلل) وتميز بتعدد أرتامه الإيقاعية وتنوع ألحانه.
اعتزل خالد في يوم الأربعاء 29/4/1415 الموافق 5/10/1994 ولكن عدل عن قراره بعد إلحاح الجمهور والإعلام، وفي منتصف 1415هـ طرح للأسواق ألبوم (صفحة جديدة) في نسق جديد اعتمد في تقديمه على العود والإيقاع فقط. في عام 1416هـ قدم خالد ألبوم (عقد وسوار) تعاون فيه مع الشعراء بدر بن عبد المحسن وطلال الرشيد وأحمد الناصر وسعد الخريجي.
في منتصف 1417 هـ طرح ألبوم (فرحة لقانا) وكانت الأغنية الرئيسية في الألبوم لا زالت هي الأغنية العربية الوحيدة التي تصدرت TOP 10 أكثر من 8 أسابيع في إذاعة MBC. ثم طرح في منتصف 1419 هـ ألبوم (على النوى) وفيه أيضا تعاون مع الشاعر بدر بن عبد المحسن وحقق به نجاحات جيدة. وفي مطلع 1420هـ قدم ألبوم (قلبك كبير) وهو منفذ عود وإيقاع فقط واحتوى على عشرة أعمال وحقق نجاحات كبيرة، ثم في عام 1420هـ شارك الفنان خالد في مهرجان الجنادرية وتشرف بالسلام على سمو ولي العهد في مناسبة وطنية يفتخر أي فنان في المشاركة فيها. وفي عام 2000م طرح خالد ألبوم (أعاني) وكانت جميع نصوصه لشاعرات.

### مخاوي الليل
سر إطلاق اسم مخاوي الليل عليه، أكد أنه ذات مرة كتب قصيدة وكان فيها «أخاوي الليل وهاجس الليل يخاويني» وطرح عليه بعض الأصدقاء أن يغني لشعراء آخرين حتى لا يقول الجمهور إنه لا يغني سوى أشعاره، وبالتالي ظهرت له فكرة أن يستغل اسم مخاوي الليل للإشارة إلى شاعر آخر، وبالفعل ظل هذا الوضع لسنوات، وبعد ذلك كشف أنه هو نفس الشخص. بدأ نشر بعضاً من قصائده تحت اسم مستعار، وتوسعت دائرة حضوره الجميل على مساحات كبيرة من صفحات المجلات والجرائد وبدأت أسئلة الإعجاب تحاول التفتيش عن شخصية «مخاوي الليل»، وكان يضع توقيعه للمعجبين باسم «مخاوي الليل»، وبعد أن حاول بعضهم ادعاء أنه هو الشاعر «مخاوي الليل» عندها خرج خالد عبد الرحمن ليعلن أنه هو من كان صاحب الاسم المستعار «مخاوي الليل».

### شركات الإنتاج
تعاون مع شركات إنتاج عديدة منها: مؤسسة أنغام للإنتاج الفني في ألبوم افراق 1990 التي تضمنت أيضا أغنية تقوى الهجر ومؤسسة أجا وسلمى التي أنتجت له ألبوم صارحيني (1988-1408) ومؤسسة جوريم للإنتاج والتوزيع الفني التي أنتجت له ألبوم انتظرته 1991 وألبوم موادع 1992 وألبوم لو بكيت في العام 1412هـ -1992م، وألبوم سامريات 1412 وكان غلاف ألبوم سامريات الأول قد رسم برسم زيتي لخالد وبيت من الشعر في الصحراء. تم شراء ألبوم لو بكيت وأعيد إنتاجه وشراؤه من قبل شركة الخيول للإنتاج والتوزيع الفني من جدة وأعادت إنتاج ألبوم بقايا جروح (1989) وانتظرته (1991) في العام 1993 وألبوم آهات نهاية عام 1412هـ، قبل أن تغلق المؤسسة قبل سنوات كما اشترت شركة الأوتار الذهبية الحقوق من مؤسسة جوريم لتعيد إنتاج ألبوم موادع وألبوم سامريات في أواخر التسعينات. تعاون خالد مع شركة الأوتار الذهبية وهو شريك بها بنسبة 50%، بألبومات كثيرة مثل ألبوم ودي تشوف الهم في العام 1413 وآمر تدلل في العام 1414هـ وطبع طبعة ثانية بعد نفاد الأول في أسواق الكاسيت. تعاون لأول مرة مع شركة روتانا بألبوم قلبك كبير في العام 1999 الموافق للعام 1419هـ ليستمر معهم بأعمال مثل ألبوم أعاني وألبوم يا هاجري وألبوم أبصم لك على العشرة 2002 ليعود إليها مرة أخرى في البوم روح روحي في العام 2008 وأنتجت له ألبوم خالديات في العام 2010 وألبوم رفيع الذوق في العام 2011 وأنتجت له ألبوم بعنوان ثاني في العام 2013 وأنتجت له كذلك ألبوم لا يروح بالك في نهاية عام 2014 وكما أنتجت آخر ألبوماته وبعنوان الحب الكبير لعام 2016.

### غير رسمية

طبعت تسجيلات الشراع عددا من الاشرطة في بداية التسعينات ومنها جلسة رقم 6

- جلسة نادرة 1987 يوم الخميس 12/12/1407. من ضمنها أغنية خلاص ابرحل من كلمات ساري الرياض.
- جلسة الرياض - 1988-1408 أنا البارحة ما أمسيت - جزاه الله من عدى ولا سلّم (من كلمات الشاعر حسن سلمان وألحان إبراهيم حبيب) - ما غيّر طباعه، قطاعه في قطاعه (هذا شي غير معقول) وهي للفنان الكويتي محمد المسباح وألحان عبد الله الرميثان طرحت بالبوم محمد المسباح 1989 - - تعبت عيوني من النظر فيها - ولفي وأريده من هله - يا منيتي.
- جلسة الرياض 1989 - 1409 هـ في منزل والد الفنان ماجد الماجد وتضمنت أغنية أنا قلبي الشقي- أنانية صارحيني - وأعنية على الريش وأعمال متفرقة.
- جلسة نادرة قدم فيها أغنية بعنوان الهجر يومين ثلاث أيام من كلمات الشاعر اليمني العنسي وألحان خالد الشيخ في مزرعة بالخرج عام 1990م قبل حرب الخليج بحضور إبراهيم الفريان والشاعر طلال الرشيد الملقب ب العطيب[10] عضو شرف نادي النصر
- تسجيلات الوطن- العين-الإمارات العربية المتحدة بعنوان العطا.
- تسجيلات الوطن- العين-الإمارات العربية المتحدة بعنوان من عذاب البعد وتضمنت أيضًا أغنية جرح قديم -مغترب في عذاب-وش بقالي منك- وأغنية مرحوم التي غناها من قبل الفنان حمد الطيار ومن كلمات محمد العثيم وأغنية بنساك وأغنية أزهاك نور.
- تسجيلات الوطن- العين-الإمارات العربية المتحدة بعنوان (على الريش) - أعمال متفرقة منها أغنية اعتبرني أي واحد من كلمات الراحل عبد الله العليوي من عنيزة المملكة العربية السعودية. وأيضًا أغنية بداية الغيث قطرة من كلمات الشاعر راشد بن أحمد الجابري وألحان: د. عبد الرب إدريس.
- تسجيلات النظائر - دبي-الإمارات العربية المتحدة بعنوان يا مهاجرة.
- تسجيلات العنود- الأندلس- الكويت 1993 بعنوان جلسة عود (خالد عبد الرحمن) طبع الشريط في مطابع النظائر.
- جلسة غيوض في لندن 1413 هجري - 1993.
- تسجيلات حواء جلسة 94 أو جلسة يا عطاشا والموارد بعيدة وتضمنت أيضًا أغنية تولعت التي تغنى بها من قبل سلامه العبد الله وهي من كلمات سعود بن بندر آل سعود وتضمنت أيضا أن عنيت اليوم باكر ما عنيت وبادلي قلبي وتذكار وزليت ويا عذابي.
- جلسة الخبر 1414 هجري...تمت الجلسة في حي الحزام الاخضر، بمشاركة رابح صقر وبعض الفنانين وتضمنت الاغاني: انانية، تولعت بك والله- بقايا جروح- انتظرته- بنساك - آهات - دقات قلبي - يا عذابي - العطا - يا منيتي.
- جلسة قطر 1994م...بداية الغيث قطرة -أنانيه -الله الله بالأمانة -دق البخت بابي- بلا ميعاد- حقيقة - ياللي تصونين الأمانة -اذكريني -بقايا جروح - مديونة - من دلعك - رعش قلبي - صارحيني -سر حبي فيك غامض - ولفي وأريده.
- تسجيلات الأخوة الفحاحيل- الكويت- بعنوان عينك غدير 1994 وتضمن الشريط أغنية صوتك غذا للروح-أعرف الصوت- وقفة الخطوة- غدار- من عذاب البعد- جزاه الله لي عدى ولا سلََم (من كلمات الشاعر حسن سلمان والحان إبراهيم حبيب) وأغنية من أجازي.
- تسجيلات الأخوة - بعنوان تولعت بك 1994
- تسجيلات الأخوة الفحيحيل- الكويت جلسة محبة رقم 2 (1994) وتضمنت على 4 أعمال: من نشدني. الوجه الأول: يا خير مخلوق (دقات قلبي بالمحبة تناديك). والوجه الثاني: فات فات (تم الوعد بليل عدى وفات فات)، وأغنية طوينا صفحة الماضي.
- جلسة رقم 4، وتضمنت أغنية طال السفر وأغنية يا ناس أحبه وأعمال متفرقة.
- جلسة محبة وتضمنت الأغنيات: ولفي وأريده، رعش قلبي، قمراي، اعتبرني أي واحد، بنساك، اذكريني، زليت، ودي تشوف الهم.
- شروق للإنتاج الفني -الدمام. شريط احتوى على الأغنيات: أنا البارحة ما أمسيت، أنانية، طوينا صفحة الماضي، يا بوفهد، يا ملتهي بغيري.
- جلسة بو فهد وتضمنت أغاني متفرقة وهي كالتالي: أبو فهد، أهلا هلا بك، بتروح لك مشوار، بداية الغيث قطره، تقوى الهجر، أنا اللي عذابي من حبيبي، شالعجب مريت، يا ما حلا شبة النار، مقدر والنبي ودعك، من دلعك، ولعها ولعها، يا منيتي.
- الأبراج للإنتاج والتوزيع الفني- الكويت. احتوى الشريط الأغنيات: تولعت بك والله، عطاشا، من عذابي، العطاء، خذني بقايا جروح.
- تسجيلات الأشجان للإنتاج الفني - دبي - الإمارات. بعنوان علمني (انزعه صمتي) واحتوت على الأعمال التالية: علمني - ودي تشوف الهم- ليتك لعيني - يبان الشوق - ما أقدر والنبي ودعك - هوه يا هوه - بقايا جروح- صدقيني - هب نسناس - يا بوفهد.
- النظائر للإنتاج والتوزيع الفني جلسة خاصة بعنوان يا مهاجرة وتضمنت أغنية سارت وأنا عيني وأغنية ياللي بهواك محكوم وأغنية رعش قلبي على العود مصاحبا بآلة الإيقاع (بنجز)
- النظائر للإنتاج والتوزيع الفني جلسة خاصة رقم 3 بعنوان أنا باتبع قلبي وتضمنت أغنية بانت مثل ما بين النور وأغنية اعتبرني أي واحد، جزاه الله من عدى ولا سلم، ثابت عيوني من النظر فيها، بداية الغيث قطرة، تعبنا والتعب راحه، دقات قلبي بالمحبة تناديك.
- تسجيلات الهلال الأحمر الفنية، حائل 1994 - وتضمنت أغنية اذكريني إذا حبيت غيري - زليت - أنسى نفسي واتذكرك.
- تسجيلات المشاعر- في الفحيحيل شارع المخفر أول مدخل سوق الصباح، الكويت 1994. وتضمنت 10 أعمال متفرقة منها تذكار، العطا وأغنية هذا الحنان
- الشراع للإنتاج الفني- الجهرا (جلسة 1) بعنوان العطا
- الشراع للإنتاج الفني- الجهرا (جلسة 2) 1991 بعنوان لو جمعت أيام عمري من فرح وتضمنت أيضا أغنية حقيقة فعلك ما يطاق- سارت وأنا عيني-أوعدك يا من- منك لا يجيني ملام- بيدي كتبت اسمك - صبري على حكم القدر.
- الشراع للإنتاج الفني- الجهرا (جلسة عود 2) بعنوان رعش قلبي
- الشراع للإنتاج الفني- الجهرا (جلسة عود 3) بعنوان ساعة زمن مرت
- الشراع للإنتاج الفني- الجهرا (جلسة 5) (1994) بعنوان مرحوم، وتضمن الشريط ما يلي: الوجه الأول مرحوم. مديونة. ياللي بهواك محكوم. والوجه الثاني: أنسى نفسي واتذكرك - جرح قديم - وش فايدة حبك. وكان الموزع الوحيد في الإمارات العربية عن طريق تسجيلات الأشجان.
- الشراع للإنتاج الفني- الجهرا (جلسة 6) (1994) بعنوان كيف أنساك والفؤاد لهيب من كلمات الأمير ماجد بن محمد آل سعود وأعمال متفرقة
- الشراع للإنتاج الفني- الجهرا (جلسة 7) (1994) بعنوان أنت النظر وتضمنت أغنية خذني معك لا تخليني وحيد
- الشراع للإنتاج الفني- الجهراء، بعنوان بيدي كتبت اسمك 1995.
- الشراع للإنتاج الفني- الجهراء، بعنوان يا منيتي 1995.
- الهلال للإنتاج والتوزيع الفني، تضمنت أغنية قرب الرحيل وخاطري منك ما طاب بلحن مختلف، وتضمن الشريط أغنية لعبادي الجوهر وراشد الماجد
- جلسة أبعدت بسكات 1994، وتضمنت الأغاني افراق - امسحي دموعك - تصونين الأمانة - بعض الناس. وداعية يا آخر ليلة تجمعنا (كلمات عبد اللطيف البناي وألحان يوسف المهنا).
- جلسة أغادير 1995
- جلسة خاصة- بعنوان لك عين تسأل 1995 من كلمات الشاعر (الحر) وأعمال متفرقة
- جلسة خاصة 1995 ساعة زمن مرت..أعمال متفرقة
- جلسة خاصة 1995 يا منيتي.. تضمنت أعمال متفرقة من جلسات أواخر الثمانينات 1988-1408 واوائل التسعينات
- جلسة بعنوان من وراء القضبان 1996
- جلسة بعنوان في عيونك دمعة الفرقا وتضمنت أغنية حدثني كيف ترى المأساة وأعمال متفرقة.
- جلسة خاصة مع الفنانة السعودية المعتزلة الجوهرة، وتغنوا باغنية مغترب في عذاب.[11]
- جلسة قطر 1997م، الحمد لله ما بدا مني قصور.

## أعماله الفنية ولقاءات

### حفلات
- في عام 1991- 1411 هـ شارك لأول مرة في مهرجان الجنادرية الختامي.
- بعد ذلك أقام خالد حفلته في القاهرة في سبتمبر العام 1991 حيث قدم فيها أغنية موادع والتي نزلت في ألبوم موادع في بداية 1992م منتصف العام الهجري 1412. وحظى الحفل بحضور جماهيري رافقته فيه لأول مرة الفرقة الماسية على أكبر مسارح القاهرة·[12]
- حفلة تخريج ضباط الأمنية بالرياض 1992.
- حفلة البحرين عام 1413هـ - 1992.
- بعد النجاح الكبير الذي حققه خالد في أول حفلة وبالكثافة الجماهيرة أقام حفلة أخرى بفندق سميراميس في القاهرة عام 1994.
- حفلة البحرين 1994 (حفل نادر)
- حفلة لندن، أول شهر أغسطس 1994.[13]
- حفله باريس أول شهر سبتمبر 1994.
- حفلة جنيف، 1994
- حفلة قطر 1995 ميلادية.
- حفلة الكويت 1995.
- حفلة القاهرة بفندق النيل ريتز في مطلع عام 1996 ليلة رأس السنة.
- حفلة ليالي والصيف دبي عام 1996.
- حفلة فندق الريجنسي الكويت الأربعاء 22/12/1417 الموافق 30/4/1997
- حفلة فندق الدبلومات البحرين الأربعاء 12-2-1997م
- حفلة المملكة المتحدة عام 1997
- حفلة البحرين عام 1997.
- حفلة أبها 1998
- حفلة قطر يوم الخميس 8/7/1419 الموافق 29/10/1998
- حفلة باريس عام 1999
- حفلة جدة 1999
- حفلة دبي 1999، مهرجان دبي للتسوق.
- حفلة أبها 1999
- حفلة صوت الصحراء خالد عبد الرحمن في القاهرة عام 2000. (حفلة ملغية) بسبب أن المتعهد رفع أسعار التذاكر فرفض خالد الغناء في قاعة سميراميس.
- حفلة جدة 2000
- حفلة الباحة 2000
- حفلة القاهرة فندق سميراميس 2000
- في عام 1420هـ الموافق 2000 شارك في مهرجان الجنادرية الافتتاحي.
- حفل مهرجان جدة السياحي في قاعة أماسي للاحتفالات. ربيـع الثانـب 1422 هـ 24 يونيو 2001. قدم ثماني أغنيات وهي أغنية غريبة كانت الليلة، و«لا تنشد عن أحوالي»، و«عطني وعدك»، و«يا هاجري»، و «حبيبي ياعسى ربي يجيبك»، و «غلطة زماني» وأغنية يقدمها بالإيقاع المصري لأول مرة وهي «أبعيد أنت»، و «وشفيه لو جيت».[14]
- حفلة مهرجان أبها 1421 هـ
- حفلة هلا فبراير الكويت 2001.
- مهرجان الدوحة الثالث للأغنية 2001 لقاء مع الإعلامية رانيا برغوث قبل الحفل.
- حفلة صلالة عام 2002
- حفلة ليالي دبي 2002
- حفلة جدة 2002
- حفلة أبها جمادى الثاني 1423 هـ أغسطس 2002 م على مسرح المفتاحة في حفل الافتتاح -الفقرة الثانية-[15]
- حفلة ليالي دبي 2004
- حفلة جدة 2004
- حفلة أبها 2004
- حفلة ليالي دبي 2005
- حفلة البحرين 2005
- حفلة مهرجان الدوحة السادس عام 2006
- حفلة القاهرة فندق سميراميس 2006
- حفلة جدة 2007 صيف جدة غير. المقامة على مسرح مركز المعارض بجدة.[16]
- حفلة صلالة عام 2007
- حفلة البحرين 2009
- حفل أبوظبي 2010
- حفلة صلالة 2010
- حفلة جدة 2010
- حفل الريان القطري 2011 م
- حفلة صلالة 2011
- حفلة ليالي دبي 2012. ضمن الأسبوع الثاني من فعالية ليالي دبي، التي تقام ضمن فعاليات مهرجان دبي للتسوق، 2012 وذلك مساء يوم الجمعة الماضي 20 يناير/ كانون الثاني في برج ستيبس بجوار برج خليفة.[17]
- حفل مهرجان الريان القطري 2014.
- سمرات سوق واقف، الدوحة قطر. أبريل 2015.
- ليالي سوق واقف، الدوحة (قطر)، 2015/11/29.
- حفلة ليالي دبي 2015. الأسبوع الثاني على مسرح مدينة دبي للإعلام، مهرجان دبي للتسوق في دورته العشرين. بدأ فقرته الفنية بأداء أغنية «عز العرب» التي للملك عبد الله بن عبد العزيز، بمناسبة تماثله للشفاء، ثم قدم أغنيات: «ليلة» و«روح روحي» و «عود الليل» و «أبصم لك» و «فرحة لقانا».[18]
- مهرجان صيف صلاله صلالة 2016
- مهرجان الريان ربيع سوق واقف القطري 2017، من تقديم المذيع فواز مزهر، وقدم فيها خالد: أهل الجنوب - ليتك لعيني قريبة -أخذني بالفكر هوجاس - حكم القدر - أخلف مع نفسي - وشلون مغليك - دقات قلبي - توني دريت -أرجوك ما من ترى.
- حفل مسرح الملك فهد الثقافي بالرياض أبريل 2017. قدم فيها مجموعة من أشهر أغانيه في التسعينيات مثل "أهلا هلا بك"، و"تقوى الهجر" وغيرها، مختتماً وصلته بأغنية وطنية بعنوان “دام راسي حي"[19] مقدمة لجنود الحد الجنوبي.[20]
- حفل مسرح الملك فهد الثقافي ضمن فعاليات روزنامة الشتاء بتاريخ 28 ديسمبر 2017م[21] آخر حفلات السعودية لشهر ديسمبر في العاصمة الرياض بحضور جمهور يفوق 2400 شخص. قدم فيها مجموعة من الأغاني القديمة، منها “ليتك بعيني قريبه”، بعدها “رعش قلبي” و”أهلا أهلا بك” و”جمعت الشوق” و”ليل التجافي” و”وين أنت”، بعدها غنى بالعود أغنية “يمر الوقت”، بعدها “قضى ليل الهوى” و”حبيبتي” و”فكروروحي” و”من عذابي”[22] ويكون هذا الحفل هو آخر حفلات «روتانا» للصوتيات والمرئيات لعام 2017.[23]
- حفل بمناسبة ذكرى اليوم الوطني الـ88 للمملكة السعودية في مسرح الملك فهد الثقافي 22 سبتمبر 2018.[24]
- حفلة صلالة 2018 م
- انطلقت أولى حفلات اليوم الوطني الـ 89 في مدينة الجوف في السعودية، من تقديم الهيئة العامة للترفيه، وتنظيم شركة روتانا، وذلك مساء يوم الخميس 19 من سبتمبر 2019م، على مسرح مركز الأمير عبد الإله الحضاري. أحيا خالد عبد الرحمن قبل منتصف الليل بنصف ساعة وصلته الغنائية وبدأ بأغنية وطنية وهي «تاج الملوك». ثم واصل غنائه الأعمال التاليه: «أسمع كلام»، «اسمعيني»، «حاولت»، «البارحة»، «جرحي عميق»، «تروعني»، «يطول الهجر»، «حدي نظر»، «جرح القلب»، «تذكار».[25]  ووصل هاشتاق نبيل_شعيل_في_الجوف وهاشتاق خالد_عبد الرحمن_في_الجوف إلى الترند السعوي على موقع التواصل الاجتماعي تويتر.[26]
- قدَّم خالد عبد الرحمن، الفنان السعودي، للمرة الأولى، حفلًا غنائيًّا عن بُعد على منصة “شاهد Vip”. ويأتي هذا الحفل ضمن حفلات “مكملين معاكم”، التي تقدمها شركة روتانا للصوتيات والمرئيات، بالتعاون مع الهيئة العامة للترفيه والمكتب الفني في «مجموعة MBC». وقدم خلال الحفل باقة من أجمل أغنياته: (لي متى) و (لأجل حبك) و (تذكار) و (ظن) و (رعش قلبي سحر عينك) و (ياللي بهواك محكوم) و (هب نسناس الهوى) و (حدي نظر) وغيرها من أشهر أغانيه.[27] استمر الحفل ساعتين متواصلتين، بدءًا من الـ 10:00 مساءً.[28] ذكر خالد في اللقاء أنه ترك مخاواة الليل، بحسب كلامه، منذ أكثر من 20 عاما، وذلك لينتظم نومه، ويواجه النهار بنشاط وراحة وتفاؤل وحيوية.[29]
- 12 يناير 2023. مسرح دبي أوبرا. استهل الحفل الذي نظمته شركة «مومنتس إيفينتس» ضمن فعاليات مهرجان دبي للتسوق في دورته الـ28.[30]

### حفلات السعودية 2019
- الرياض أبريل 2019: افتتح خالد عبد الرحمن يوم الجمعة الخامس من أبريل 2019 موسم حفلات السعودية في جامعة الاميرة نورة بالرياض، وشاركه الفنان عبد العزيز المنصور بدعم من الهيئة العامة للترفية، واللجنة الفنية في الهيئة العامة للثقافة.[31]
- نجران الخميس 11 أبريل 2019:[32] انسحب خالد عبد الرحمن من حفلته الغنائية في نجران وغادر المسرح غاضباً بعد دقائق من بدايتها لأسباب تنظيمية، وقدم اعتذاره للجمهور قبيل مغادرة المسرح محاطاً برجال الأمن. وبث مقطع فيديو قصير أعلن خلاله إلغاء حفله في مدينة نجران، إلا أنه ما لبث أن تراجع عن قراره وعاد لصعود المسرح والغناء أمام الجمھور وقدم ثلاث اغنيات فقط.[33] قال في الفيديو إن الشركة أخلت بشروط كثيرة في العقد فـانسحبنا من الحفل، موضحا أنه سیقدم شكوى ضده لدى إمارة المنطقة والھیئة العامة للترفیه، مضيفا: لكل من اشترى تذكرة له الحق إنه يستردها، طالباً من جمهوره المحافظة على الهدوء والشركة سنحاسبها لأنهم غير مؤهلين لإقامة الحفلات. ولم يحدد الشروط التي أخل بھا المتعھد.[33]
- جازان الجمعة 12 أبريل 2019:[34] في مركز الأمير سلطان الحضاري بمنطقة جازان، وسط حضور جماهيري، بلغ 2000 شخص، قدِموا قبل الحفل بساعات، وقدَّم خالد مجموعة من الأعمال برفقة العازف محمود سرور، منها «تذكار»، «صارحيني»، «تقوى الهجر» «ودي تشوف الهم» وافراق. من جهتهم، طوَّق الجمهور الفنان خالد عبد الرحمن بعقد من الفل، في تقليد اعتاد عليه أهالي المنطقة خلال الأفراح وأثناء الترحيب بالضيوف الكبار، كذلك أدى أغنية وطنية بعنوان السعودي ملك. شاركه الحفل أيضا الفنان عبد العزيز المعنى. وقدَّم الحفل عبد الرحمن إدريس، مدير حاضنة ومسرعة الأعمال في جامعة جازان، ومشرف البرنامج الثقافي في جمعية الثقافة والفنون.[35]
- حائل يوم الخميس 25 أبريل 2019: بعد غياب 35 عاما، تعود الحفلات الغنائية الرسمية إلى حائل، وانطلقت أولى الحفلات، في منتزه المغواه الترفيهي على المسرح الروماني بجبال أجا بحائل، الذي يتسع لـ1700. وبدأت الأمسية الغنائية الأولى الساعة 9 مساء بمشاركة الفنانين خالد عبد الرحمن وجابر الكاسر وعلي عبد الكريم، وتراوحت قيمة تذاكر الدخول من 150 إلى 700 ريال سعودي. الحفل من تقديم ساره الخناني وأحمد الهاشم، مقدمي البرامج الاذاعيه في MBC FM.[36] وكانت آخر أمسية غنائية رسمية أقيمت في حائل على هامش احتفال نادي الطائي الرياضي بصعوده للدرجة الممتازة في عام 1985 م الموافق للعام 1405هـ، وشارك بها آنذاك الفنانون محمد عبده وأحمد فتحي والراحل سلامة العبد الله، وسعد جمعة وراشد الماجد.
- الطائف يونيو 2019: في ثاني أيام عيد الفطر في الطائف[37] وبمشاركة الفنان رامي عبد الله، قدم خالد مجموعة من أغانيه وبدا خالد عبد الرحمن بثوبه الشتوي الذي أجبره على ارتدائه الانخفاض الملحوظ في درجات الحرارة. ووثقت مجموعة من الصور والفديوهات تفاعل وحماس الجمهور مع ” مخاوي الليل ” وأغنياته القديمة والحديثة، لا سيّما «حدي نظر»، و«أبيك يا عمري»، و«لا لا تناجي»، و«يا عذابي».[38]
- القصيم: مسرح مدينة الملك عبد الله الرياضية بمدينة بريدة، إحدى محافظات منطقة القصيم، في حفل غنائي يجمع خالد عبد الرحمن بالفنان محمد عبده. ويُعد خالد أول فنان يتغنَّى في القصيم.[39] وقد نفدت تذاكر الحفل في غضون 21 دقيقة في سابقة هي الأولى من نوعها، وذلك ضمن حفلات السعودية، التي أُقيمَت في عدد من المدن بالمملكة. قدم خالد عبد الرحمن جملة من أغانيه على آلة العود، حيث سيتغنى كذلك بعدد من أغانيه القديمة والجديدة، منها: اخلف مع نفسي وتقوى الهجر ويا عذابي ويتيمة وعلى بابكم، ولعيونك وعدد آخر من أغانيه.[40]
- عرعر: احيا خالد عبد الرحمن حفلة غنائية بمشاركة الفنان عبادي الجوهر في عرعر، وأحيا خالد عدداً من الحفلات في السعودية، منها حفلته في الطائف بمناسبة العيد، ثم حفلته في القصيم مع الفنان محمد عبده. قرر خالد عبد الرحمن ان يكون ضمن الجماهير لمشاهدة الوصلة الثانية لعبادي الجوهر.[41]
- النماص: حفلة محافظة النماص بالمركز الحضاري برعاية الهيئة العامة للترفيه والهيئة العامة للثقافة والممثلة باللجنة الفنية ضمن حفلات السعودية يوليو 2019، بحضور حوالى 4000 متفرج. وقدم الاغنيات التالية: يا عذابي - يحول اقسى من الحرمان (قصيدة حب) - أرجوك - تقوى الهجر - واختتمها باغنية وطنية. في نهاية الحفل قدم الفنان خالد عبد الرحمن شكره للهيئة العامة للثقافة والهيئة العامة للسياحة ولجميع الجهات المنظمة لحفل النماص، كما أشاد بسعادته للقاء جمهور منطقة عسير في محافظة النماص.[42]

### حفلات موسم الرياض

#### موسم الرياض الأول 2019
- اطل خالد عبد الرحمن وبمشاركة عبد الله الرويشد وداليا مبارك في مسرح مركز الملك فهد الثقافي، في أولى يوم السبت التي تنظمها شركة روتانا للصوتيات والمرئيات، ضمن موسم الرياض. ويتسع المسرح لأكثر من 3000 متفرج، بعدما أعلنت اللجنة المنظمة نفاد التذاكر تمامًا.

وتنظم روتانا حفلاتها في مركز الملك فهد الثقافي أيام السبت من كل أسبوع، طيلة موسم الرياض، ويجتمع الرويشد وعبد الرحمن للمرة الثانية في إحدى حفلات مواسم السعودية خلال 2019، بعدما اشتركا سويًا في إحياء أمسية طربية داخل ساحة الاحتفالات في مدينة عرعر يونيو الماضي.

#### ليالي الصقور موسم الرياض الثاني 2021 (الليلة التاسعة)
في الليلة التاسعة من ليالي الصقور اقام خالد حفلته ضمن مهرجان الملك عبد العزيز للصقور 2021 وكانت عبر وصلتين اولى وثانية حيث استغرق ساعتين من الزمن بدأ في التاسعة وانتهر في الساعة الحادية عشرة مساءً. السبت 11 ديسمبر 2021.

#### موسم الرياض الثالث 2022
أحيا خالد عبد الرحمن مساء الخميس 24 نوفمبر 2022، حفلاً غنائياً على مسرح أبوبكر سالم في بوليفارد الرياض سيتي، ضمن فعاليات موسم الرياض 2022 وبمشاركة الفنان وليد الشامي على مسرح أبو بكر سالم، من التاسعة مساءً وحتى 12 بعد منتصف الليل. قدم فيها أغاني قديمة وجديدة. كما قدم عدداً من الأغاني وهو يعزف على العود، منها "وشلون مغليك، تذكار، إذا قسى وقتك، لحد يظلم حد، البارحة، من عذابي" وغيرها.
وفي يوم الجمعه، ومن ضمن مشاركاته في فعاليات موسم الرياض الثالث، عرض مسرحيته الأولى في مسيرته الفنية، خلال الفترة من 25 إلى 30 نوفمبر، حيث يبدأ العرض الأول عند الساعة الثامنة مساءً، فيما يبدأ الثاني عند الساعة الثانية عشرة منتصف الليل. يجسد خالد أحد أشهر الشخصيات البدوية "نمر بن عدوان" على مسرح بكر الشدي في بوليفارد الرياض سيتي. وهي تعتبر مسرحية غنائية استعراضية عن قصة الفارس الشاعر نمر بن عدوان. طرحت تذاكر المسرحية للبيع عبر المنصة الإلكترونية لموسم الرياض، بأسعار تترواح من 100 إلى 500 ريال، لتكون الجمعة أول أيام المسرحية.

### ليالي القصيم
- في الليلة الثالثة يوم الجمعة احيى خالد عبد الرحمن والفنانة المصرية أنغام في منطقة القصيم. 17 يناير 2020.[48]

### ليلة مخاوي الليل 2022
- في يوم الخميس 10 مارس 2022 وضمن موسم الرياض الثاني، احيا خالد عبد الرحمن ليلة مخاوي الليل على مسرح أبو بكر سالم بمنطقة بوليفارد الرياض سيتي. وتضمَّنت الحفلة متحفاً لمقتنيات الفنان السعودي، يعدُّ الأول من نوعه في موسم الرياض. في حين تميَّز المسرح بتصميمٍ شعبي معاصر من تنظيم شركة بنش مارك، واحتوى على شاشة ضخمة، عُرِضَت عليها مشاهدة متنوعة، مثل رمال الصحراء، والجبال، والنخيل، والقمر والنجوم. ليلة مخاوي الليل هي الأولى التي يتم فيها استقبال الجمهور بالطاقة الكاملة للمسرح ضمن فعاليات الموسم.[49] تضمن الحفل أيضا معرضا لمقتنيات خالد الشخصية ما بين هدايا تذكارية وقطع لنوادر الأسلحة والسيارات والساعات والألبومات الرسمية.[50]

- -     - بدأت الحفلة في العاشرة مساءً وافتح بها بأغنية «ليلة، غريبة كانت الليلة» وتضمن الحفل ثلاث فقرات غنائية من 38 أغنية، بدأت بفقرة الفنان مع الفرقة الموسيقية، غنى خلالها 10 أغنيات ليلة، ظن، علمتني حبك، وش تنتظر، العطا، بنساك، يا عذابي، قسي وقتك، زليت، افراق.[51]

- -     - ثم تلتها فقرة التخت الشرقي فتضمنت 15 أغنية، أبرزها «لو اشوفك، من الفرحة، صدقيني، من دلعك، رعش قلبي، مديونة».[51]
    - تلتها الفقرة الأخيرة بفن السامري بأكثر من 10 أغنيات أخرى منها أغنيات "الحزن الأكيد، تذكار، طوينا صفحة الماضي، خبروه.[51]
    - في نهاية الحفل تم تكريم خالد عبد الرحمن بعود مطرز بالذهب صنع له خصيصا حيث نقش عليه مطرزا بالذهب بكلمة «مخاوي الليل»، قدمت له من قبل السيد أحمد المحمادي نائب الرئيس التنفيذي للهيئة العامة للترفيه.[52]

### فعاليات تل مرعب (ليوا) ديسمبر 2022
- في 31 ديسمبر 2022 وفي حفل غير متلفز احيا خالد عبد الرحمن حفله الغنائي بأغنية تذكار، يا طير وظبتك بتدريب، من الفرحة، تقوى الهجر. اعتمد التصوير باجتهادات من الجمهور وبثه في منصة تيك توك حيث لم تقم جهة اعلامية بتصوير الحفل بسبب بعد المسافة من العاصمة ابوظبي.[53]

### مهرجان دبي للتسوق 2023 (أوبرا دبي)
في 12 يناير 2023 وعلى مسرح دبي أوبرا، قدم خالد عبد الرحمن، في أمسية على المسرح بشكل كلاسيكي في القسم الأول من حفله، وكان الموعد في القسم الأخير مع جلسة غنائية خليجية سافرت بالحضور في رحلة على أنغام العود.
وقدّم خالد أمسية طربية طويلة، جمع فيها أبرز أغنياته وأشهرها، وواصل الأداء حتى منتصف الليل. وشدا خلال الحفل، بمجموعة من الأغنيات ومن بينها «صدقيني»، و«افراق»، و«لي متى». ووعد خالد عبد الرحمن الجمهور في بداية الحفل بقضاء أمسية مميزة، وأوفى بوعده في الحفل الذي أبى أن ينتهي دون أن يقدم فيه جلسة خليجية على العود، إذ تحوّل مسرح دبي أوبرا من مسرح غنائي مجهز لحفل موسيقي إلى مسرح مُعد لجلسة طربية. وفُرشت أرضية مسرح دبي أوبرا بالسجاد، ووضع مقعد مخصص للفنان، ومن خلال العزف على العود والغناء، قدّم وصلة لمجموعة من الأغنيات التي طلبها الجمهور منذ بدء الحفل، وأبرزها: «تقوى الهجر»، و«رعش قلبي»، و«انتظرته»، و«من الفرحة»، و«العطاء»، و«توني دريت». يذكر ان الحفل نظمته شركة «مومنتس إيفينتس» ضمن فعاليات مهرجان دبي للتسوق في دورته الـثامنه والعشرين.

### حفلة الكويت (عيد الفطر 2023)
- على قاعة البركة، بفندق كراون بلازا، في ثاني حفلات عيد الفطر السعيد الغنائية مساء يوم الأحد 24 أبريل 2023 (ثالث أيام عيد الفطر)، داخل القاعة التي شهدت تغييرات كثيرة على مستوى المسرح من ديكور وإضاءة وصوت. كانت الوصلة الأولى للحفل مع المطربة بلقيس، بمصاحبة الفرقة الموسيقية بقيادة المايسترو ربيع حسن. الفقرة الثانية كانت لخالد عبد الرحمن، الذي صاحبته فرقة موسيقية بقيادة المايسترو إسلام ميرغني، وكانت البداية مع أغنية "وشلون مغليك"، بعدها قدم مجموعة من الأغاني وهو يعزف على العود، مثل: "الهوى والنور، ودق البخت"، وأعقبها أغنية "تقوى الهجر"، ثم قدم أغاني: "لبيه، رعش قلبي، فكري وروحي"، وحرص على تلبية رغبات الجمهور قدر المستطاع، حيث غنى أغاني: "هلا أهلا بك، ودي تشوف الهم، ياروح روحي عليك الروح، الله أقوى، العطا، سارة، وأنا عيني"، وأغنية "خذني بقايا جروح". اختتم خالد عبد الرحمن وصلته الغنائية بعدد من الأغنيات، مثل: "من الفرحة، تذكار، بلاميعاد". وقدمت الحفل المذيعة الكويتية علياء جوهر.[55]

### جولة المملكة 2023
- أحيا خالد عبد الرحمن ليلة 14 من يوليو 2023 حفلاً موسيقياً مميزاً في مدينة نجران، حيث بيعت أكثر من ثلاثة آلاف تذكرة، وذلك ضمن فعاليات جولة المملكة 2023 من تنظيم شركة بنش مارك، على مسرح مركز الأمير مشعل بن عبد الله للمؤتمرات. قد بدأ الحفل بأغنية "ليل التجافي"، ثم قدم عدداً من الأغاني منها أغنية "وشلون مغليك"، "جمعت الشوق"، "تذكار"، "أنت أجمل حب"، "بيني وبينك "، ثم قدم وصله غنائية وهو يعزف على آلة العود وغنى أغنيته الشهيرة "تقوى الهجر". قدم في الحفل ستة عشر أغنية، وأكد أن هذا الحفل يعتبر أول حفل على مستوى المناطق بهذا العدد الكبير من الحضور[56] بعد حفل ليلة مخاوي الليل بالرياض، ثم ختم حديثه بشكر الهيئة العامة للترفيه والقائمين على الحفل. الجدير بالذكر أن جولة المملكة 2023، إحدى مبادرات الهيئة العامة للترفيه وبرنامج جودة الحياة، وتتميز فعالياتها بارتباطها برغبات الجمهور وتتم بشراكة استراتيجية بين عدة جهات حكومية، وتعمل على تنظيمها الشركات المحلية الموجودة في جميع المناطق.[56]

### مهرجان جرش 2023
أحيا خالد عبد الرحمن يوم الأحد 30 -7- 2023 على المسرح الجنوبي في جرش، ضمن فعاليات مهرجان جرش للثقافة والفنون في دورته السابعة والثلاثين، وهي المرة الأولى لخالد في المهرجان. أهدى خالد الجمهور أغنية "وشلون مغليك.. وانت الذي علمتني حبك "تقوى الهجر"، بالاضافة الى تقديمه أغنية اذكريني - وش تنتظر - انتي أجمل -وش تبين- تقوى الهجر -صدقيني- بعدك عذاب- العطا- صارحيني. بعد انتهاء الحفل، كرمت إدارة المهرجان خالد عبد الرحمن بحضور سلطان البازعي، رئيس هيئة المسرح والفنون الأدائية في السعودية، والذي أكد على عمق العلاقة الأخوية التي تربط الأردن والسعودية، لافتا إلى أن نجاح مشاركة الفرق الفنية والفنانين السعوديين في مهرجان جرش، دليل على تشارك الشعبين بالفرح وحب الحياة.

### خريف صلاله 2023
في 3 أغسطس، بدأت بلدية ظفار على مسرح المروج بتنظيم وافتتاح أولى الحفلات الفنية لخريف ظفار ٢٠٢٣. حيث أحيا خالد عبد الرحمن فقرات الحفل للساعات الأولى من اليوم التالي بقيادة المايسترو أحمد طه.
بدأ خالد عبد الرحمن فقرته الغنائية، وافتتحها بأغنية "يالايمتني"، ثم رحب بالجمهور، وتابع وصلته الغنائية التي امتزجت بين قديمه وحديثه، وقدم العديد من أعماله منها أغنية "وشلون مغليك، و "لا تحسبن النور"، وأعظم خطايا". ويبلغ عدد الحفلات الغنائية بموسم خريف ظفار لهذا العام 9 حفلات موزعة على مسرح المروج ومسرح القوس (أتين سكوير)، وتستمر لغاية 27 أغسطس الجاري.

### حفلات الاوبريت
- حفل أوبريت ظهران الجنوب في مدينة عسير 1418 هجرية
- أوبريت أمجاد الموحد 2000. المهرجان الخامس عشر للتراث والثقافة بالجنادرية، شهر شوال 1420.[59]
- أوبريت خليج الكبرياء 2002.
- أوبريت عرين الأسد 2003.
- أوبريت قبله الأوطان.
- أوبريت أرض المحبة والسلام 2007
- اوبريت حلم السلام
- أوبريت المجتمع الواحد، شعر ناصر القحطاني، لحن وأداء خالد عبد الرحمن. أقيم الاوبريت في الحفل الختامي لمسابقة شاعر المعنى الاموسم الأول على مسرح المفتاحة في أبها تحت رعاية الأمير فيصل بن خالد بن عبد العزيز آل سعود أمير منطقة عسير السابق. (تراحيب الرياض) كما كان اسمه من قبل. الأوبريت لم يأخذ حقه في الوصول إلى العامة والسبب هو عدم توفير الأوبريت في كاسيت خاص به، بل نقل على الهواء مباشرة فقط 30/يوليو/2008[60]
- أوبريت شاعر الملك. شاركه في الاوبريت الفنان ماجد المهنس 2011
- أوبريت يوم الحنان، كأول فنان سعودي يشارك في اوبريت يقدم للطفل على مسرح مركز الملك فهد الثقافي وبمشاركة عدد كبير من الأطفال من مدارس الأوائل ومدارس نجد ونادي مجتمعي. وكان كختام لفعاليات مهرجان اليوم العالمي للطفل، والذي نفذته وزارة الثقافة والاعلام وأشرفت عليه وكالة الوزارة للشؤون الثقافية. الأوبريت يتكون من خمس لوحات، قدم فيه خالد اللوحة الأخيرة بعنوان (بسمة الأطفال)[61]، سجلها في أحد استوديوهات مدينة الرياض. الاوبريت من تأليف الشاعر والكاتب المسرحي سعد الثنيان ومن ألحان يوسف العلي ومن إخراج فهد الحوشاني. وقد وجهت الدعوات لعدد من المسؤولين والاعلاميين والسفراء الذين شاركت سفاراتهم في المهرجان وعدد من المهتمين بثقافة الطفل، واقتصر الحضور على الأطفال وذويهم فقط.عرض يوم الخميس 20/1/1433هـ الموافق شهر ديسمبر 2011م، الساعة السابعه والنصف مساء[62]
- أوبريت غنائي بعنوان (قبلة الأوطان) بمناسبة اليوم الوطنى السعودي في مركز الفعاليات بأبحر جدة للشاعر صالح الشادي وألحان طلال باغر (2010)[63]
- أوبريت «شكرا يا ملك»، هو أوبريت غنائي عرض في مدينة جدة في الذكرى الثمانين لتأسيس المملكة العربية السعودية وهو من كلمات الشاعر عبد الله الشريف وألحان الفنان بندر سعد، ويتولى مهمة إخراجه مسرحياً المخرج فيصل يماني، ويشارك في أدائه كل من الفنان خالد عبد الرحمن والفنان راشد الفارس والفنان عباس إبراهيم والفنان بندر سعد، وهو من إنتاج التلفزيون السعودي. وقد جرى التنفيذ الموسيقي للعمل ما بين القاهرة والبحرين فيما جرى تركيب الصوت ما بين الرياض وجدة، حيث تنقل ملحن الأوبريت والمشرف عليه الفنان بندر سعد بين أكثر من مدينة لإنجازه وهي المرة الأولى التي توكل له مثل هذه المهمة. سبتمبر 2011م[64]
- أوبريت "قبلة النور". أبريل 2013، جمادى الاخرة 1434. ضمن فعاليات مهرجان التراث والثقافة "الجنادرية 28"، من كلمات الشاعرة الراحلة مستورة الأحمدي والشاعرة نجلاء المحيا (المعتزّه) وألحان خالد العليان. بمشاركة محمد عبده وراشد الماجد وماجد المهندس والفنانة فاتن هلال بك. تم عرضه في التلفزيون يوم الأربعاء 17 أبريل 2013، في الساعة العاشرة مساءً، وذلك على قنوات MBC والقناة الأولى والثقافية السعودية.[65]
- أوبريت وطن التمور أقيم على هامش مهرجان عنيزة التاسع للتمور في محافظة عنيزة 1434هـ.[66] من تأليف الشاعر فهد الفوزان وألحان حمد الزريبي وأداء الفنان خالد عبد الرحمن والمنشد هاني السريح. ذوالقعدة 1434 هـ - سبتمبر 2013م[67]
- أوبريت حماة الوطن، في ملعب الراكة بالخبر بمدينة الدمام في المنطقة الشرقية ونقل مباشرة في التلفزيون السعودي، من ألحان خالد العليان وغناء خالد عبد الرحمن، وكلمات محمد الرشيدي، وتوزيع أحمد أسدي، ومكساج عارف عامر، ورؤية فنية واخراج فطيس بقنة.[68]
- أوبريت سنام العز بمنطقة جازان سبتمبر 2017 بمشاركة الفنان محمد عمر
- أوبريت مهرجان جازان الشتوي 2018 بعنوان عزنا في عزها من كلمات الشاعر محمد بن إبراهيم يعقوب، وذلك بمدينة الملك فيصل الرياضية. السبت الـ 26 من شهر ربيع الآخر.[69]
- أوبريت الثوب الجديد، بمنطقة الجوف. كلمات الشاعر د. إبراهيم الشيخي، وألحان ورؤية موسيقية: صالح مانع، توزيع موسيقي: إسلام مرغني وأداء الفنانين/ خالد عبد الرحمن، أصيل أبو بكر، مزعل فرحان، مشاعل، صالح مانع، رامي عبد الله، أيان عادل. ايقاع: هاني الدوسري [70] والحقوق الصوتيه والمرئيه محفوظه لدى شركة مفيد.

### الاغاني الوطنية
- مسلم عربي سعودي من ألبوم بعنوان مسلم عربي سعودي، 1991 ميلادي، 1411 هجري
- ألبوم جوهر بلادي مهداه للمنتخب الوطني السعودي.
- ألبوم صوت وصدى (ظهران الجنوب) 1997، 1417 هجري من ألحان خالد عبد الرحمن وحسين العلي.
- أنا سعودي، كلمات خالد بن سعود الكبير وألحان محمد المغيص، 2004.[71]
- عز العرب، قدمها في مهرجان دبي للتسوق، التي أهداها لخادم الحرمين الشريفين الملك عبد الله بن عبد العزيز، بمناسبة تماثله للشفاء. يناير 2015.[72]
- أطهر وطن كلمات الأمير محمد بن عبد العزيز بن محمد ألحان ناصر الصالح، 2015.
- الحكم السعودي، كلمات فيصل بن راجس وألحان خالد عبد الرحمن، 2015.
- جنود السعودية، كلمات محمد الرشيدي ألحان خالد العليان. 2015
- أبعد سما، كلمات الأمير محمد بن عبد العزيز بن محمد دويتو بين الفنان محمد عبده وخالد عبد الرحمن وألحان خالد الجمعان توزيع أحمد عبد الجواد، مكس وماستر: عمرو هاشم، إيقاع هاني الدوسري، وإشراف بكر عبده. تاريخ الإصدار : 11 يوليو 2017.
- وضوح الشمس من كلمات عبد الرحمن الناصر (مجازف)، وألحان حسين العلي. 2107[73]
- أوبريت وطني بعنوان محمدين المجد، طرح العمل في 29 نوفمبر 2017م بالتزامن مع احتفالات الإمارات باليوم الوطني ال 46. يجمع العمل مع الشاعر نايف بن مسرع والفنان خالد عبد الرحمن في الأداء واللحن.[74]
- معزي الأول كلمات: فواز الشغار، ألحان : عبد العزيز المعنى، غناء: خالد عبد الرحمن. الإصدار سبتمبر 2019

### الاغاني الرياضية
- شوف الهريفي شوف، يا نجمنا المعروف. أغنية مهداة ل فهد الهريفي.
- البوم جوهر بلادي 1415 هجري، بمناسبة وصول المنتخب السعودي لكاس العالم 1994 في الولايات المتحدة الأمريكية.
- البوم السعودي في العلالي
- أنت الزعيم ..مهداة إلى نادي الهلال السعودي، من كلمات الأمير خالد بن سعود الكبير والحان إبراهيم الدخيل. 2017م
- أنت الزعيم العالمي.. مهداة إلى نادي الهلال السعودي بعد فوزه على نادي أوراوا الياباني في دوري ابطال آسيا 2019. ولحنت من قبل الدكتور إبراهيم الدخيل.[75]

- عاش المنتخب... من كلمات الأمير خالد بن سعود الكبير، والحان الدكتور إبراهيم الدخيل. الأغنية مهداة إلى المنتخب السعودي خلال خوضه مباريات تصفيات كأس العالم 2022. تم بث الأغنية عبر قناة اليوتيوب للامير خالد بن سعود الكبير، في 2 سبتمبر 2021 والقنوات الرياضية الرسمية.[76] 06 سبتمبر 2021

### أعمال واغاني وحيدة (سنجل)
- برق تلظى للــــــخوالي بريقـــــه من كلمات محمد الخميساني والحان موسى محمد.
- العطش كلمات حسان العبيدلي والحان موسى محمد.
- يا ابن آدم من كلمات فزاع والحان فايز السعيد.
- بالدموع مغرق جفونك: نسخة مسربة تغنى بها خالد باستديو في دبي.
- احباب قلبي، كلمات الأمير خالد بن سعود الكبير، الحان نبيل غانم.
- طرحت مؤسسة الأوتار الذهبية شريطاً لخالد عبد الرحمن ضم أغنية واحدة فقط (مرثية) وهي من كلمات الشاعر بندر الرشود وألحان الفنان خالد البراك والقصيدة هي رثاء للشاعر بندر الرشود في وفاة والدته. نوفمبر 2004م.[77]
- صحيح الوقت: قصيدة سبق ان نشرها خالد في مجلة فواصل على وقت إصدار عطر ديرتي عام 2006 وتم تلحينها وقدمها وتغنى بها في لقاء إذاعي قبل طرح ألبوم روح روحي.
- أغنية خاصة بعنوان: «لي قام سلطان متعافي»، من كلمات الأمير خالد بن سعود الكبير والحان محمد المغيص. وهي بمناسبة عودة الأمير سلطان بن عبد العزيز ال سعود إلى وطنه، بعد رحلة علاج قضاها في الولايات المتحدة الأمريكية. ديسمبر 2009م.[78]
- مرثية بعنوان عسى الله يرفع منزلك، رثاء من كلماته والحانة في الأمير سلطان بن عبد العزيز ال سعود. نوفمبر 2011م
- مرثية بعنوان سيدي نايف ولي للعهد...رحمة واسعة لك يا أمير، رثاء من كلماته والحان عبد العزيز المعنى في الأمير نايف بن عبد العزيز ال سعود. 2012م
- فاتر الطرف من كلمات الأمير خالد بن سعود الكبير من الحان إبراهيم الدخيل وغناء خالد عبد الرحمن. يناير 2017
- تباعد عني من كلمات حمد عوض المحرمي ألحان وأداء خالد عبد الرحمن. فبراير 2017
- الأماني والنصيب من كلمات مخاوي الليل الحان وغناء خالد عبد الرحمن. أغسطس 2017
- أغنية بعنوان المراجل.. من كلمات فزاع والحان فايز السعيد. 2018
- ما أعاتبك من كلمات مساعد وألحان وغناء خالد عبد الرحمن. 2018
- حلفت من كلمات الأمير خالد بن سعود الكبير وألحان نبيل الغانم، وتوزيع ومكس محمد عبد الحميد. عرضت على صفحة اليوتيوب الرسمية للفنان خالد. فبراير 2018.[79]
- وجه البدر من كلمات الأمير خالد بن سعود الكبير والحان نبيل الغانم وغناء خالد عبد الرحمن. يوليو 2019
- جرح القلب من كلمات سمو الأمير خالد بن سعود الكبير ألحان إبراهيم الدخيل وغـناء خالد عبد الرحمن. عرضت على صفحة اليوتيوب الرسمية للفنان خالد، مارس 2018[80]
- قسى وقتك، من كلمات تركي آل الشيخ والحان خالد. وهو أول تعاون مشترك يجمع الفنان خالد عبد الرحمن مع تركي آل الشيخ. طرحت أول أيام العيد 2020م.[81]
- أغنية بعنوان: «تنتخي بي»، وهو تعاون غنائي مع الشاعر الأمير محمد بن عبد العزيز، والملحن ناصر الصالح، حيث يُعد التعاون الثالث الذي يجمع بين خالد عبد الرحمن وناصر الصالح، حيث كان التعاون الأول بينهما في عام 2014م، من خلال أغنية بعنوان «ناصح القلب»، والعمل الثاني كان في عام 2015م، بعنوان «هتانة الغيم». وتحمل الأغنية اللون السريع العاطفي. طرح في 13 يوليو 2020م على قناة روتانا الرسمية على اليوتيوب.[82] وذكر خالد ان العمل كان قد سجل منذ مدة طويلة، ولكن الأمير محمد بن عبد العزيز بن محمد، كاتب الكلمات، كان يرغب في تأجيل الأغنية لتظهر في هذا التوقيت.
- المحبة والتوجد من كلمات الأمير خالد بن سعود الكبير وغناء خالد عبد الرحمن والحان طاهر حسين. تم التسجيل في ستوديو صوت الحب هندسة صوت : عمار خاطر مكساج وماستر استديوهات ساوند سيتي - الرياض إشراف عام : نبيل الغانم توزيع ديجيتال: شركة قنوات. عرضت على قناة اليوتيوب الرسمية للامير خالد بن سعود الكبير. 10 أغسطس 2020
- أدري، جلسة 2020 من كلمات بندر الرشود السبيعي، ألحان وغناء خالد عبد الرحمن. نشرت في الموقع الرسمي للفنان خالد على اليوتيوب 14 أكتوبر 2020م.
- داعب لي الأوتار يا عازف العود، من كلمات الأمير خالد بن سعود الكبير، الحان صالح خيري وتوزيع إسلام مرغني، مكس وماستر خالد رؤوف. أعلن خالد على تويتر بالاغنية الجديدة بتاريخ 19 أكتوبر 2020م . نشرت في الموقع الرسمي للامير خالد بن سعود الكبير على اليوتيوب في 18 أكتوبر 2020م
- مُرضي الحُكّام من كلمات شقيقه بندر عبد الرحمن والحان خالد عبد الرحمن. وهي إهداء إلى رئيس الهيئة العامة للترفيه، تركي آل الشيخ متمنيا له العودة من رحلة علاجه بالسلامة إلى وطنه، حيث غرّد خالد على موقع تويتر: «إهداء للمستشار تركى آل الشيخ الله، يرده لنا بالسلامة». بعد ذلك غرد تركي ال الشيخ، قائلاً: “شكراً جزيلاً أخي أبو نايف، أخجلتني والله لا أستحق كل هذا، وأنا خادم لديني وولاة أمري ووطني، وأبناء وبنات وطني على راسي وفي قلبي”.[83] وتقول كلماتها: «عليك باسم الله.. وألفين لابأس.. لك عين ما نامت، ولا تقدر تنعس.. أنت يا أبو ناصر ما بين كل الناس.. والكل يحبك.. وأنت في القلب ساكن.. تركى عزيز النفس، يا طيب الإحساس.. يا مرضى الحكام». نشرت في الموقع الرسمي للفنان خالد على اليوتيوب. 27 أكتوبر 2020م.

- مع طلوع الشمس وغياب القمر، حالت طلوع الشفق وقت الغروب، عود وايقاع من كلمات الشاعر مجازف (عبد الرحمن أحمد الناصر) وألحان عبد الرحمن الشومر. نشرت في الموقع الرسمي للفنان خالد عبد الرحمن على اليوتيوب في 29 أكتوبر 2020م.
- خوي ليل، كلمات والحان وغناء خالد عبد الرحمن، من إنتاج One Production. نشرت في موقع One Production على اليوتيوب 15 مايو 2021م.
- لكاعتي، من كلمات الشاعر «واحد» (الأمير تركي بن سلمان)، الحان وغناء خالد عبد الرحمن من إنتاج One Production. نشرت في موقع One Production على اليوتيوب 21 أكتوبر 2021.
- أعلن قرارك، كلمات الأمير فهد بن محمد وألحان عبد الرحمن باحمدين، من إنتاج One Production. نشرت في موقع One Production على اليوتيوب 9 ديسمبر 2021م.

### أعمال سجلت ولم ترَ النور في ألبوم رسمي
- أغنية بعنوان مطلع النور، من كلمات علي سالم الكعبي وألحان علي كانو. سجلت مع أغنية روحي معاك ويحميك ربي نهاية عام 2002 بعد ألبوم وجه المرايا ومثل العسل وكانت من ضمن الأغاني التي كادت أن تطرح في ألبوم مهرجان نخبة الأوتار بسبب أن الفنان الإماراتي سعيد السالم تغنى بها قبله. وغض الطرف عنها الفنان خالد ولم يطرحها رسميا، فنزلت في إذاعة إمارات FM بصوت خالد وسجلت في أشرطة غير رسمية.
- من عذابي قلت لعيونك هلا، من كلمات خالد الفيصل وألحان صالح الشهري. سجلت ولم ترَ النور رسمياً بسبب غناء الفنان عبادي الجوهر للأغنية قبله. لكن وزع الكاسيت من قبل مصنع هاني للانتاج الفني بكميات محدودة جدا.

### لقاءات مطبوعة
- جريدة الرياضية : هذا زمن خالد عبد الرحمن. 20 شوال 1412 هجري ،23ابريل 1992م
- مجلة اليمامة 1412هـ : مجلة اليمامة تعلن: خالد عبد الرحمن وشريطان موادع ولوبكيت ..وقت صدور البوم موادع والبوم لو بكيت
- مجلة اليمامة 30 من شهر ربيع الآخر 1412 هـ : لقاء مطول عنوان : صوتي غير مطروح في المزاد.
- مجلة اليمامه : الليله يغني خالد عبد الرحمن بالقاهرة ومنتصف الشهر في مدينة الضباب لندن، واصداره ديوانه الجديد.
- جريدة عكاظ : قبل إصدار البوم ودي تشوف الهم ! بعنوان : شريط جديد للمطرب الظاهرة. 1993م
- مجلة المختلف الكويتية: العدد 36 يوليو 1994، بعض المرتزقة حاول سرقة خالد عبد الرحمن.
- مجلة المختلف الكويتية: حقيقة ما حدث في حفلة خالد عبد الرحمن (فندق الريجنسي بالكويت).
- مجله المختلف الكويتية: حاوره الصحفي الكويتي نايف الرشيدي. يونيو 1997م
- مجلة المختلف الكويتية: ومن دخل قلبي ليقيس الحزن فيه !! ..نوفمبر 2002.
- مجلة زهرة الخليج: 1993
- مجلة زهرة الخليج: 1994
- مجلة زهرة الخليج: 1995
- مجلة الغدير: 1997م وتفصيل ما حدث في حفلة قاعة فندق الريجنسي في الكويت.
- مجلة عالم الرياضة: لقاء مع خالد عبد الرحمن في (حوار الموسم): لست عدويه السعودية العدد :352 بتاريخ 12 نوفمبر 1998م الموافق 23 رجب 1419 هـ.
- مجلة فواصل : 200 الف نسخه مهدده بالإتلاف .. تأجيل شريط مخاوي الليل (الخبر قبل صدور البوم عود الليل 2007).
- مجلة فواصل : مخاوي الليل وبندر الرشود اجتمعا في غناء مرثية وبكاء. العدد 150,15 نوفمبر 2004م
- مجلة البارز : خالد عبد الرحمن أسطورة الخليج .العدد- 11. العام 2001 م
- مجلة أصداف : خالد عبد الرحمن يعتزل الغناء. العدد-35. العام 2001 م
- مجلة اصداف : العدد 50، بتاريخ 31 يناير 2003.
- مجلة نخبة أصداف
- مجلة نجدية
- مجلة الرياضة والشباب، يناير 1993م لقاء بعنوان «خطأ لن اغتفره لنفسي»
- مجلة الرياضة والشباب، من 17 إلى 24 يناير 1995م، 6 شعبان 1415 هجري. لقاء رقم 9 العدد 715
- مجلة الرياضة والشباب، 7 فبراير 1995م لقاء رقم12 العدد 721...حاوره الصحفي ربيع هنيدي.
- مجلة حياة الناس: خالد عبد الرحمن محبه وعتاب العدد :167 سنة :1997م
- مجلة أصداف
- مجلة قطوف الكويتية (توقفت عن الإصدار)
- مجلة أصايل: العدد السابع عشر. 15/9/2004
- مجلة ليلة خميس :28 /5/ 2001
- مجلة ليلة خميس : سبتمبر، أكتوبر 2004، العدد 117 : بعنوان ما تشوف شر يا خالد.
- مجلة شهد : خالد عبد الرحمن عندليب الخليج بلا منازع. عدد رقم 5.
- مجلة مقناص
- مجلة فنون
- جريدة الرياضي.
- مجلة السيارات، 1999م بعنوان «انا من صنع الباترول» (Nissan Patrol).
- مجلة بروز : خالد عبد الرحمن في حوار جريء (الأيام ستجمعني بك ياراشد الماجد) العدد :29. سنة :2002م
- مجلة بروز : عبد الرب في الانتظار
- مجلة سيدتي
- مجلة الريان القطرية
- مجلة اليقظة
- مجلة رهف
- مجلة سديم (العدد الخامس)
- مجلة الريان
- مجلة اقرأ، العدد 1189، 1419/8/7 هجريه، 1998/11/26 ميلادية بعنوان خالد عبد الرحمن : سر الحب .. سر الكره.
- مجلة سنوب، لقاء حاوره بها الصحفي عايض القرني.

### لقاءات تلفزيونية
- لقاء نادر جدا تلفزيون الكويت وأول ظهور له على التلفزيون مع الاعلامي الشاعر حمود البغيلي الرشيدي في برنامج لوحات شعبية في فقرة فنية عام 1410هجرية ـ 1990
- التلفزيون السعودي القناة الأولى برنامج نجوم المساء عام 1411 هجرية - 1991 ميلادية جمعه مع اللاعب السعودي ماجد عبد الله
- برنامج باختصار- التلفزيون السعودي القناة الأولى تقديم محمد البنه.
- برنامج أغنيات للوطن - التلفزيون السعودي من تقديم جابر القرني، وضيوف الحلقة الشاعر خالد المجاهد والفنان خالد عبد الرحمن اواخر 1991م.
- تلفزيون البحرين - لقاء برنامج حوار مع فنان قبل الحفل عام 1413.
- قناة الكويت الأولى - برنامج عزف القوافي 1994.
- تلفزيون أبوظبي برنامج أفراح وتهاني، من تقديم نانسي شريف. 1414 هجري - 1994 ميلادي
- تلفزيون الكويت - برنامج سهرة مخاوي الليل من تقديم نيرفانا إدريس ديسمبر 1994.
- برنامج اخبار الفن، تلفزيون دبي. قدم فيها العطاء- يتيمه- للملا اعلنت - تذكار - الله لا يحللك ولا يبيحك. 1995م
- راديو وتلفزيون العربart - لقاء متلفز برنامج رحلة إلى الشاطئ الآخر عام 1416 - 1996
- راديو وتلفزيون العربart - لقاء متلفز برنامج جلسة سمر 1996
- حوار غنائي بقناة الكويت قبل حفل فندق الريجنسي الثلاثاء 21/12/1417 الموافق 29/4/1997
- تلفزيون الكويت - استديو 500 - تقديم الاعلامي الكويتي عبيد العتيبي 1997
- لقاء تلفزيون دبي 1998
- لقاء تلفزيون قطر جمعه مع الفنانة نانسي عجرم 1998
- التلفزيون السعودي القناة الأولى برنامج احلى الليالي- 1998 - 1418 تقديم الاعلامي محمد خيري
- لقاء برنامج مساء الخير يا دبي - 1999 على هامش احياءه حفلة دبي بمناسبة مهرجان دبي للتسوق 1999، قبل صدور البوم قلبك كبير.
- راديو وتلفزيون العرب art - برنامج خيمة الجنادرية 1999 - 1419 تقديم الاعلامي مساعد الخميس
- التلفزيون السعودي القناة الأولى برنامج أحلى الليالي- 2000 - 1420 تقديم الاعلامي مزيد السبيعي
- برنامج ستديو المشاهدين عام 2000 - 1420 قناةART الموسيقى تقديم الإعلامية جومانا بو عيد
- في ضيافتهم مع بركات الوقيان 2001
- لقاء مع نشوة الرويني عام 2000
- برنامج الليلة مغنى 2002 تقديم عبيد العتيبي
- برنامج دندنة 2002 بعد حفلة صلالة
- لقاء قناه الساحة 2007
- مسابقة نجم أغاني 2007 على تلفزيون أغاني الذي كان يملكه الشاعر علي الخوار الذي يبث من دبي وعلى الهواء مباشرة وتقديم ناصر الجهوري. قدم خالد مجموعة من أغنياته بمصاحبة العود وعدد من الإيقاعيين، مثل «يا ابن ادم»، «بقايا جروح»، «عشق بدوي»، «تذكار»، «شدو»، و«تقوى الهجر» التي غناها نزولاً عند رغبة الشاعر حسان العبيدلي، ثم ألقى قصيدة بعنوان «أتأملك» بناء على طلب مقدم البرنامج ناصر الجهوري. وكان الحفل على مسرح قرية المعرفة في دبي.[84]
- برنامج كلمة فصل، روتانا موسيقى،2008 تقديم الاعلامية جومانا بو عيد
- برنامج العراب 2008 تقديم الاعلامي نيشان ديرهاروتيونيان
- برنامج معازيب تقديم مناحي الحصان من قناة الصحراء
- برنامج تاراتاتا 2009 تلفزيون دبي
- برنامج آخر من يعلم مع الفنانة اليمنية أروى (مغنية) 2010
- لقاء قصير على قناة العربية 2010 بعد نزول البوم خالديات.
- جلسة ليل السهارى 2011 التلفزيون السعودي.
- برنامج هذا أنا 2012، الاعلامية رانيا برغوث قناة ام بي سي
- برنامج صباح السعودية في يوم الأحد الموافق 10-2-2013، التلفزيون السعودي القناة الأولى.
- لقاء خاص من جزئين قناة الصحراء مع الإعلامي زبن بن عمير عام 2014
- برنامج تاراتاتا مرة أخرى وكان من تقديم نيشان في عام 2015
- برنامج هل الفن على قناة الريان في شهر مارس 2016 على هامش إقامة حفلة تبث على قناة الريان.
- لقاء على روتانا خليجية في محاكمة ياهلا رمضان مع الإعلامي علي العلياني 2016.[85]

- لقاء قناة سلطنة عمان على هامش مهرجان صلاله السياحي 2018
- برنامج تالي الليل 2018 الذي يقدمه المذيع أحمد الحامد يستضيف فيه خالد عبد الرحمن في أولى حلقات البرنامج على قناة إس بي سي الجديدة 2018.[86]
- برنامج نجم السعودية، قناة SBC...لقاء قصير بعد شفائه من مرضه وأدى وصلتين غنائيتين وهي تذكار وأغنية خذني بقايا جروح. 2018-11-2 [87]
- برنامج هنا الإمارات 20 يناير 2019 على قناة ابوظبي الرياضية
- برنامج هذا أنا، عرض يوم السبت 9 فبراير 2019 على قناة الإمارات من تقديم ندى الشيباني.[88]
- برنامج الزمن الجميل والذي تم عرضه مباشرة على قناة أبو ظبي التابعة لشبكة قنوات تلفزيون أبو ظبي في المسرح الوطني مقابل مبنى التلفزيون.[89] وهي الأمسية السابعة للبرنامج، وقدم فيها مجموعة من أشهر أعماله وهي: أنا ما سعدت وبقايا جروح، إضافة إلى قصيدة يا طير من كلمات الشيخ زايد بن سلطان آل نهيان.[90] وقد لوحظ عليه الإرهاق الشديد الذي لازمه طيلة الأيام السابقة بسبب مواصلة تقديمه لحفلات السعودية 2019م في عدد من المدن في السعودية.[90] عرضت في تمام الساعة العاشرة مساءً بتوقيت الإمارات، يوم الجمعة 26 أبريل 2019.[89]
- برنامج صباح السعودية من التلفزيون السعودي القناة الأولى، 12 يونيو 2019.[91]
- برنامج صباح السعودية 9 نوفمبر 2019.
- شارك في ظهور جديد ومختلف بالمشاركة في برنامج «كاريول كاريوكي» على قناة SBC السعودية، مساء الأحد في تمام الساعة التاسعة مساءً. ويعد «كاريول كاريوكي» من أشهر البرامج الأمريكية، ويقدمه بنسخته السعودية هشام الهويش.[92]
- برنامج في حضرة المنصة تستضيف فيه الاعلامية خديجة الوعل بالفنان خالد عبد الرحمن، والبرنامج هو عبارة عن منصة مسموعة ومرئية على برنامج البودكاست والتي حملت اسم «راديو 966» فيما جاء اسم البرنامج الأول الذي أطلقته على هذه المنصة.[93] وبثت الحلقة على راديو 966 بصفحتهم على اليوتيوب. مدة الحلقة 46 دقيقة. 2 نوفمبر 2020م.

- برنامج نمشي ونحكي يستضيف خالد عبد الرحمن من تقديم الصحفية ومراسلة قناة العربية غادة الفهد. عرض على قناة العربية 22 أبريل 2021م.
- لقاء برنامج ليالي المونديال على تلفزيون قطر رفقة الفنانة سلمى رشيد، والذي يتزامن بثه مع بطولة كأس العالم 2022 في قطر. 6 ديسمبر 2022.[94]

### لقاءات تلفزيونية قصيرة
- لقاء قصير على قناة دبي مع الاعلامية شيمة في الحلقة الرابعة من برنامج «محمد عبده وفنان العرب». 2015م. مدته 10 دقائق. وأدى فيها أغنية ما طرى لك واغنية لو بكيت. في البداية لم يكن متحمسا للحضور لعدم تأييده لهذا النوع من البرامج، الا انه وافق بعد ان تمت دعوته من الفنان محمد عبده شخصيا مما وضعه في حرج كبير واضطر للموافقة.[95]
- في 2014م، أجرت قناة العربية لقاءً قصيرا مع خالد عبد الرحمن على نشرة الرابعة مدته 4 دقائق يتحدث فيه عن عمله القادم. 28 أبريل 2014م.

### إذاعية
- أول لقاء إذاعي عام 1412-1992 وكان مهمًا لدرجة أن الإذاعة أعادت اللقاء ورضخت للكم الهائل من الاتصالات المطالبة بإعادة البث.
- لقاء إذاعة أبو ظبي 1993
- mbc fm 1996 ليلة خميس من تقديم أحمد الحامد وسعود الدوسري
- ليلة خميس 1998.
- ليلة خميس من تقديم أحمد الحامد. الخميس 22 , جمادى الأولى 1420، 1999 ميلادية [96]
- برنامج ليلة خميس - فبراير 2005 - من اذاعة mbc fm من تقديم أحمد الحامد في حوار على الهواء مباشرة لمدة ساعتين من الثامنة وحتى العاشرة مساء[97]
- ليلة خميس -2007 MBC FM.
- ليلة خميس - MBC FM 2008.
- برنامج سهارى مع عبد الرحمن القبيسي على اذاعة جدة، يوم الجمعة بتاريخ 26-8-1430هـ إخراج محمد العسري.
- برنامج سهرة روتانا - يناير 2011 - الحلقة الثانية مع الإعلامية جومانا بوعيد عبر إذاعة روتانا السعودية، حيث استضافت خالد عبد الرحمن، طيلة ساعتين مباشرة على الهواء.[98]
- mbc fm مع المذيع ياسر الشمراني، الساعة العاشرة مساءً، ومن خلال برنامج «السهرة بأولها» واستضاف كلا من الفنانين خالد عبد الرحمن وبندر سعد، وقد تم عمل مواجهة بينهما بناءً على رغبة وطلب من خالد عبد الرحمن لمواجهة سعد إثر الخلاف الذي دار بينهما وما قام به بندر سعد من الاتهامات عبر الصحافة المحلية ضد خالد عبد الرحمن. الأربعاء 19 / 10 / 2011.[99]
- لقاء اذاعه روتانا أف أم - برنامج نجم سهرتنا تقديم أحمد الحامد، بعد طرح البوم رفيع الذوق. يوم الخميس 2012/2/29.[100]
- mbc fm مع المذيعة خديجة الوعل والمذيع محمد البراهيم. 23/1/2012.[101]
- برنامج سواليف، إذاعة روتانا- 22 / 5 / 2016 - من تقديم خالد عبد العزيز ومنال ناصر.
- برنامج اماسي من اذاعة الرياض. 30/6/2017
- استضاف المذيع علي العلياني الفنان خالد عبد الرحمن في برنامج قلب مفتوح وهو برنامج رمضاني يستضيف فيه نخبة من رموز المجتمع السعودي، من مفكرين وأدباء وشعراء وفنانين، ويبث عبر إذاعة mbc fm يوميًا كما يعرض مرئيا على الهواء مباشرة على كافة منصات التواصل الاجتماعي وذلك طيلة أيام شهر رمضان المبارك من الأحد إلى الخميس في تمام العاشرة مساءً.[102] 2020/4/28.

### مداخلات إعلامية
- مداخلة في لقاء ليلة مع الأمير خالد بن سعود الكبير، يتحدث عن تعاوناته مع الأمير خالد بن سعود الكبير والبومه الاخير عود الليل وعن وفاة جدته . 2007م. مدته 7 دقائق.
- مداخلته صوتيه ببرنامج صباح السعودية، الأربعاء 10-2-1433هـ مدته خمس دقائق.
- مداخلته صوتيه ببرنامج اذاعي مع الشاعره الراحلة هتان لينا العجاجي. مدته 5 دقائق.
- لقاء صوتي من برنامج صباحكم للحديث عن مسلسله الأول ضرب الرمل والذي عرض في رمضان 1441 على قناة SBC السعودية. 20 أبريل 2020. لقاء صوتي مدته 8 دقائق.
- اتصال قناة الإخبارية السعودية بخالد عبد الرحمن بعد عرض أول حلقة من مسلسل ضرب الرمل وسؤاله عن تقييم الجمهور للحلقة. 25 Apr 2020. مدته خمس دقائق.

### اتصالات مرئية عن بعد بالقنوات الاعلامية والجمهور
- لقاء مع وليد الفراج ببرنامج مع الدوري وليد، كان اللقاء مرئي عن بعد بالصوت والصورة استخدم فيها خالد ببرنامج سكايب.
- لقاء عن بعد صوت وصورة مع روتانا موسيقى في حسابها على الأنستغرام (audiorotana) في بث مباشر الساعة 09:30 مساءً. لقاء عن بعد بسبب الحجر المنزلي. 21 أبريل 2020م. وتم نقلها أيضا على اذاعة روتانا FM على الهواء مباشرة.
- لقاء مرئي صوت وصورة عن بعد عبر سكايب ببرنامج كلنا مسؤول على قناة السعودية الأولى، من تقديم خالد العقيلي، استضيفت أيضا باللقاء المرئي الفنانة ليلى السلمان، يتحدثون فيه عن معاناتهم في تصوير مسلسل ضرب الرمل وردود فعل الجمهور في ظل فرض حظر التجول. مدته 50 دقيقة. 25 أبريل 2020.

### مسلسلات ومسرحيات
- شارك في مسلسل (ضرب الرمل) عام 2020.
- شارك في مسرحية (نمر بن عدوان)، وهي مسرحية غنائية استعراضية عرضت ضمن الفعاليات الفنية المتنوعة في موسم الرياض 2022، وجسد فيها دور الشاعر نمر بن عدوان.[103]

### أمسيات شعرية، برامج وضيافات وأعمال خاصة
- أمسية شعرية بمناسبة هلا فبراير في الكويت 2001.
- قدم تلفزيون دبي برنامج «الخليج كلمة ونغم» من تقديم شروق الحارثي تتحدث عن مسيرة خالد عبد الرحمن الفنية.
- أمسية حائل 2009 ضمن فعاليات مهرجان حائل السياحي 30 (حائل.. صيفنا يحلى بضيفنا) أقيمت مساء يوم الأحد 26/7/1430 هـ في ملعب مدينة الأمير عبد العزيز بن مساعد الرياضية.[104] ألقى من خلالها مجموعة من القصائد كان أبرزها : -الحياة اسرار وبكره تعرفين -الهوى والنور -علمتني حبك - الله على جو ينشك براده- علمتني وشلون أعاملك بعناد- كيف أبا انسى الجرح وأنت الجرح- احسن بك النية وتفتح علي أبواب- مانيب هماز ولانيب لماز- قصيدة أبحروا معها. بعدها ختم خالد عبد الرحمن الامسية التي استمرت زهاء الساعتين وحتى منتصف ليل الأحد مع مطالبة الجمهور بتمديد الامسية فأختتمها خالد بغنائه أغنية الـشـمـس غـابــت وكـلــن دور ســراجــه.[105]
- حل كضيف شرف في برنامج شاعر الملك من تقديم المذيع تركي عبد العزيز العجمة والمذيع سالم القحطاني، وشدى بقصيدة وطنية جديدة من كلمات الشاعر حبيب العازمي العتيبي.[106]
- كان في ضيافة سامي المحرزي وقبيلة بني مالك بجيله / الطائف 2016[107]
- كتب قصيدة ولحنها للوليد بن طلال وتغنى بها بعنوان ضاق حالي
- محاضرة في مركز الملك فهد الثقافي بعنوان الأنساق الثقافية في الظاهرة الغنائية خالد عبد الرحمن نموذجا من تقديم محمد العباس 2012.[108]
- في صيف 2004م، 1425 هجرية، كان له لقاءً خاصاً على التلفزيون السعودي من خلال برنامج (ليالي الصيف) أجرى اللقاء الاعلامي وائل باروم مع خالد عبد الرحمن من الفندق وحتى وصوله إلى المسرح، ضمن الأمسية الفنية الخامسة في ختام الأمسيات الغنائية ل (جدة غير)!.[109]
- قدم عطرا يحمل اسم (ديرتي) 1427هـ - 2006م ويقدم خالد عبد الرحمن صوته في الإعلان ومن خلال قصيدة تتغنى في حب وطنه من كلمات الشاعر ناصر القحطاني.[110]
- ليالي شاعر المليون 2008 على مسرح المجمع الثقافي في أبو ظبي. علمتني حبك، ودق البخت، وروح روحي وليلي عذاب ولمت نفسي وتولعت بك·[12]
- ضيف برنامج الميدان وتغنى أغنية تصبح وتمسي، 2008م.
- أطل ضيفا بالحفل الختامي من فعاليات الموسم العاشر من بطولة اليولة والموسم الخامس من البرنامج الجماهيري الميدان، وقدم أوبريت غنائي بعنوان شيخ العطاء كإهداء للشيخ محمد بن راشد آل مكتوم نائب رئيس الدولة رئيس مجلس الوزراء حاكم دبي بمشاركة كل من: الفنان الكويتي نبيل شعيل ومن الإمارات الفنانة أريام، والفنانة اليازية. وأعلن عن الفائز بالمركز الأول والذي كان من نصيب الإماراتي عتيج بالكديدة الفلاسي، وتتويجه بطلاً لكأس فزاع، لينال جائزة نقدية بقيمة (مليون درهم إماراتي). الذي يقام تحت رعاية سمو الشيخ حمدان بن محمد بن راشد آل مكتوم ولي عهد دبي. أبريل 2010.[111][111]
- في 15 جمادى الأولى 1434 هـ الموافق 27 مارس 2013، شارك في أمسية انشادية نظمتها أمانة منطقة الرياض، في مركز الملك فهد الثقافي ضمن أمسيات أمانة منطقة الرياض الإنشادية. وشاركه في الإنشاد عبد الله السكيتي؛ حيث أنشدا قصائد «الحكاية» و «دنيا أليمة» و«باستسمحك ياعين» و «ياوطنا» وغيرها من القصائد.[112]
- أمسية صوت الريان الشعرية بمشاركة الشاعر صالح آل مانعه المري على قناة الريان، الخميس 1-11-2012.
- لحن وتغنى بقصيدة مهداه من الشيخ محمد بن رميان الودعاني الدوسري إلى الشيخ عبد الله بن مبارك بن نادر الدوسري (بو دوسر)، لوقفته المشرفة في إصلاح ذات البين. 2104م.
- شيلة ياهل الهجن كلمات تركي الميزاني أداء خالد عبد الرحمن وتركي الميزاني، من الحان فواز الشهاب وتركي الميزاني. من إنتاج بيت الجتادرية الاعلامية.
- افتتح خالد عبد الرحمن برنامج شاعر المليون في الموسم الثامن يناير 2018 الذي انطلقت أولى حلقاته على قناتي بينونة والإمارات. وقد غنى خالد أغنية يا طير وضبتك بتدريب من قصيدة الشيخ زايد بن سلطان آل نهيان وهي من ألحان خالد جاسم.[113]
- أدى فريضة الحج العام 1439 هـ[114]
- الحلقة الثانية لبرنامج فرسان القصيد 26 يناير 2019، جائزة الملك عبد العزيز للأدب الشعبي، من تقديم نادي الإبل على قناة إم بي سي 1، التي يتبارى فيها 10 متسابقين. وقدم عبد الرحمن خلال الحلقة، مجموعة من أغنياته وهي «تذكار»، و«وجه السعد»، و«لو بكيت».[115]
- مهرجان الملك عبد العزيز للصقور بالرياض، الخميس 31 يناير 2019، بحضور جماهيري تخطي 3 آلاف. وتم تحديد أسعار التذاكر بفئتين: 275 ريالاً، و175 ريالاً. قدم فيها بلا ميعاد، اذكريني، على النوى، وش فايدة حبك، أخافك يا عيون كحال، قضى ليل الهوى طلابه. كما استجاب لطلب الجمهور، وقدم أغنية تقوى الهجر، على العود.[116]
- حضر افتتاح فعاليات الدورة الثانية من معرض الصقور والصيد السعودي، الذي استمر خمسة أيام ضمن موسم الرياض، خلال الفترة من 11 إلى 15 من شهر أكتوبر 2019. وتجمَّعت أعداد كبيرة من الزوار حوله لإلقاء التحية عليه، والتقاط الصور ومقاطع الفيديو معه قبل أن يتفرغ بعدها للتجول في أرجاء المعرض والاطلاع على أقسامه وفعالياته. ويعدُّ خالد من هواة الصيد والصقور، ويحرص على حضور الفعاليات الخاصة بهذه الهواية، منها مهرجان الملك عبد العزيز للصقور.[117]
- قام بزيارة محافظة الداير جنوب غرب السعودية على هامش مهرجان البن السابع بجازان. الأحد 2 فبراير 2020[118]
- في 23 سبتمبر 2020 استضافة شركة نيسان العربية السعودية وكيل سيارات نيسان اليابانية[119] في برنامج Nissan Live، الفنان خالد عبد الرحمن في حلقة خاصة احتفالًا مع المملكة العربية السعودية بالعيد الوطني رقم 90، الذي تحدث فيه عن أهم التطورات التي شهدتها المملكة في السنوات الأخيرة. تحدث خالد عبد الرحمن عن الطراز الأقرب إلى قلبه من صناعة شركة نيسان، وكشف عن شغفه الكبير بموديل نيسان باترول متعدد الاستخدامات، كما عرضت الحلقة مساهمة نيسان كشركة عالمية في السوق السعودي على مر السنين. خلال الحلقة، أعرب الفنان خالد عبد الرحمن عن إعجابه بشركة نيسان قائلاً: أود أن أهنئ وأشكر قيادتنا الرشيدة في هذا اليوم الوطني التسعين المجيد، هذا اليوم الذي يمثل يوم فخر واعتزاز لكل الشعب السعودي. علاقتي مع شركة نيسان قوية وترجع 44 عامًا، وبإذن الله هذه العلاقة ستستمر في المستقبل”. كما كشف خططه المستقبلية لجمهوره، وغنى فيها أغنية رعش قلبي واغنية الا يا خفوقي.[120]

- بدأ خالد بتجربة فضائية في برنامج «كشتة خالد»، والذي يعرض على القناة السعودية الأولى. وهي رحلة يقوم بها ومجموعة من أصدقائه حول السعودية، ابتداءً من منطقة الرياض ومرورًا بالعديد من مناطق السعودية؛ للتعريف بها وبثقافتها وموروثها الشعبي بشتى أنواعه، وسيُبرز فيها أشهر هوايات وممارسات أهل هذه المناطق، مثل : الزراعة والصيد والقنص، العرضات، آداب السفر في التخييم والرحلات، وفي نهاية كل حلقة ستتم إقامة جلسة طربية للفنان بمشاركة أصدقائه وفريق العمل بأغانٍ حصرية وأغانٍ قديمة لم تُقَدَّمْ من قبل. يعرض الموسم الأول على التلفزيون السعودي وعلى قناته الرسمية في اليوتيوب حلقته الأولى في منطقة حائل. وفي آخر الحلقة قدم أغنية حدثني كيف ترى المأساة بعيني. تم بث الحلقة في 17 يناير 2021م. عرضت الحلقة الثانية في محافظة جبة في منطقة حائل. قدم بها أغنيتين: ليتك لعيني قريبة ويتيمة فرحتي والله يتيمة. تم بث الحلقة في 31 يتاير 2021م. منطقة العلا: في منطقة العلا، قدم في اخر الحلقة أغنية شبهت بالقمر. تم بث الحلقة في 7 فبراير 2021م.[121]

- أمسية في معرض الشارقة الدولي للكتاب. بدأ خالد عبد الرحمن، قراءات الأمسية، بقصيدة «العطا، ما تبادلنا العطا» وقصيدة يا عذابي كيف أنا بقوى عذابك. تم تقديم العود له على المنصة، في دعوة من إدارة الأمسية لتلبية طلب الجمهور له بتقديم بعضا من أغانيه، وبدأ العزف مع قصيدته المغناة «يا حب ما لي فيك غير الشقي»، ليكمل الغناء بعدها بأغنيته الشهيرة: وشلون مغليك وانت الذي علمتني حبك. أدار الامسية حسين العامري، بحضور سعادة أحمد بن ركاض العامري رئيس هيئة الشارقة للكتاب.[122]

- شارك خالد عبد الرحمن في برومو ترويجي للعبة القتالية «كومبات فيلد» وهي إحدى فعاليات موسم الرياض 2021، الذي صُوَّر على غرار أفلام الأكشن والمغامرة والرعب بهوليوود. بدأ المقطع الترويجي بغناء خالد لأغنية «خبروه اني وصله حييت». شارك البرومو الترويجي 14 من نجوم الغناء والفن والرياضة والإعلام، ومشاهير مواقع التواصل في السعودية.[123] 19 نوفمبر، 2021

- قام بزيارة منصور الشراري يوم الأحد 31 أكتوبر 2021 الذي يعاني من السمنة المفرطة حيث بلغ وزنه 500 كجم بمدينة جامعة الملك سعود الطيبة، مضيفاً: “اتمنى من الله أن يعود إلى وزنه المثالي وأشكر إدارة المدينة الطبية بجامعة الملك سعود”. وقام بإهداء له أغنية ”الذاهبة”.[124]

### زفات خاصة
- غنى لك الطير بالحانه وغنى به. في زواج الشيخ خالد آل خليفة في البحرين. 1994
- نوخوا ركب المسرة يا عرب
- زفة أنورت ليله
- زفة ابشري يا دار
- زفة كف الفرح
- في دنيا عبد الله ريم اشرقت شمسك، زفة باسم عبد الله وريم.
- أفراح الراجحي والمعجل، مشعل الراجحي والهنوف المعجل. عمل خاص بعنوان: ابتسم يا ليل وش باقي بعد، طابت الفرحة وغنى لك بلد. من كلمات نواف الصويمل. 2020/9/9م

## متفرقات
- أول سيارة يقودها كانت «الوانيت». (DUTSUN PICKUP).
- أول زياره له خارج السعودية كانت لدولة الإمارات العربية المتحدة سنة 1983م
- كتب كلمات أغنية يا عذابي كيف أنا بقوى عذابك عندما كان في الكويت، ثم أتمَها في السعودية.[122]
- أول مليون ريال سعودي يتقاضاه الفنان خالد عبد الرحمن كان بعد البوم سامريات 1992م، وكانت على دفعات خلال 45 يوما.
- في 2 أبريل 1993 كان في رحلة قنص، واصيب أحد اصدقائه بطلق ناري أثناء الرحلة. ووصفه بالموقف الصعب الذي لا ينساه.
- اقتني عدد من السيارات: مرسيدس موديل 1990 لون احمر، نيسان سفاري موديل 1995 وهي تصميم خاص من ستة أبواب صممت وعدلت في الرياض لغرض القنص والرحلات، لاند روفر ديسكفري لونها اخضر، مرسيدس موديل 2012 لونها ابيض.
- كانت من مقتنياته سيارة بي ام دبليو لونها اخضر غامق الفئة السابعة 750IL, رقم اللوحة : السعودية أ س ط 1 الفئة القديمة.
- السيارتين اللتان ذكرتا بأغاني خالد هي الجمس بأغنية على الريش والكاديلك بأغنية لوعة المغرم والتي تقول: (أسرع من الكادلك دقايقها).
- أهدى ساعته الثمينة للطفل سلمان الزهراني في حفلة الباحة 2000، عندما غنى أغنية وش تنتظر خلف كواليس الحفل ليلتقيا معا مرة أخرى بعد 19 عاما في حفلة حائل 2019 بعد ما أصبح سلمان الزهراني شابا.[125]
- خالد عبد الرحمن شريك بنسبة 50٪ في شركة الاوتار الذهبية للانتاج والتوزيع الفني بالرياض.[126]
- خالد العتيبي، وهو كفيف سعودي بدأ يقطع المسافات لحضور حفلاته بدأً من أواخر التسعينات، والتقى به لأول مرة في 2010م في حفلة كانت بمدينة جدة، ثم أصبح يسافر من مدينة الطائف إلى مدن أخرى لحضور حفلاته أو المهرجانات التي يشارك بها. أصبح بندر عبد الرحمن شقيق خالد ومدير أعماله عندما يراه بين الجمهور يأتي إليه ليأخذ بيده.[127]

- غاب عن الحفلة الغنائية، التي كان سيحييها في مدينة أبها، وكان سبب غيابه عن الحفلة يعود إلى ظروف والدته الصحية، وغادر بها إلى خارج المملكة لتلقي العلاج. وكان من المقرر أن يحيي خالد عبد الرحمن حفلة غنائية على مسرح المفتاحة في أبها برفقة الفنانين جابر الكاسر وعلي عبد الكريم في الـ17 يوليو 2017م. كتب تغريدة عبر حسابه في موقع التواصل الاجتماعي «تويتر» يوم الخميس: «جمهوري الكريم أعتذر لكم عن مشاركتي في حفلات ليالي أبها الغنائية بتاريخ 17 / 7 لظروف خاصة».[128]
- أثناء وجوده في صبيا اواخر نوفمبر 2017م، تعرض لوعكة صحية المت به، وتلقى رعاية طبية بعد شعوره بارتفاع درجة الحرارة في مستشفى صبيا العام وغادر المستشفى بعد تحسن حالته وتماثله للشفاء.[129]
- خلال استضافته في برنامج "صباح السعودية"، ذكر خالد أن الضبع كان سببًا بعد الله في شفائه من آلام الكلى وقال: كنت محتاجًا لصيد ضبع لأنه ذكر فيه علاج للكلى، وكنت أعانى من الآلام فيها، وشاهدت ضبعًا أبيض وهو من النادر على مستوى العالم، ولا يوجد إلا في جنوب السعودية وإفريقيا؛ فلم أذبحه؛ ولكني قمت بذبح ضبع عادي آخر؛ مضيفًا: من بعد أن أكلت لحم الضبع وشربت مرقته، الحمد الله شفيت. وعقب استشاري أمراض القلب وقسطرة الشرايين الدكتور خالد النمر من حسابه في تويتر: "ينتشر في بعض قبائل أفريقيا أن لحم الضبع علاج للسكري، والكلى، والضعف جنسي، وبأنه يطرد الأرواح الشريرة، والسحر، وطبيًّا لا ننصح بتناول لحم الضبع لأنه عُرضة للمالطية وداء الكلب والديدان الشريطية.[130]
- حضر عزاء أمير منطقة الرياض في وفاة والده الأمير بندر بن عبد العزيز ال سعود، 2 أغسطس 2019.
- أكد مشاركته كممثل في المسلسل الروائي «ضرب الرمل»، والذي سيعرض خلال شهر رمضان القادم عبر قناة sbc. وتعتبر هي الأولى له على مستوى التمثيل. المسلسل من من تأليف الروائي محمد المزيني، ومن إنتاج شركة ستوديو أحد عشر للإنتاج المرئي والمسموع. ويقوم ببطولة العمل نخبة من ممثلي الدراما السعودية والخليجية والعربية، وسيتم تصويره في العاصمة السعودية الرياض.[131]
- في يوم الاثنين 23 مارس 2020، واجه نقطة تفتيش عسكرية على طريق الرياض -القصيم وهم أفراد الحرس الوطني أثناء فترة حظر التجول بسبب أزمة تفشي فيروس كورونا والتقطوا معه صورا في أحد شوارع بريدة ليلاً وسط ترحيب كبير له من الجنود بقولهم: مرحبا أبو نايف نورت الحرس الوطني. فيما وجه لهم سؤالاً : ما يلحقكم شيء؟ فردوا عليه قائلين لا ما عليك. أثار الأمر جدلا واسعا ووجهت اتهامات لخالد عبد الرحمن بخرق منع التجول وعدم الالتزام بتعاليم الدولة وتسبب في إحالة العسكريين الذين تصورا معه إلى المساءلة التأديبية.[132] ثم بعدها عقب خالد في صفحته على تويتر وقال: السلام عليكم وصبحكم الله بالخير، في يوم الاثنين 23 مارس قبل يومين بالتحديد كنت في الرياض استلم علاج مسكن لألم الحزام الناري بمستشفى بمستشفى الملك فهد بالحرس الوطني، طلعت من عندهم قبل صلاة العصر باتجاه القصيم مسافر، دخلت القصيم وادركتني صلاة المغرب قبل بريدة. وتابع قائلا: صليت وبعدها واجهت نقطة تفتيش تبع الحرس الوطني وطلبوا مني ايضاح عدم الالتزام بالحظر وشرحت لهم من وين جاي ولأي سبب وتجاوبوا معي مشكورين، الله يجزاهم خير، الحقيقة أنهم رجال أوفياء أمناء في خدمة مليكهم ووطنهم ودينهم، من ناحية التصوير الظاهر أنه شيء طبيعي، فأنا أقول لأصحاب البلبلة، كفاكم بلبلة هذول رجال أمن في أداء الواجب ولا يعنيهم لا كبير ولا صغير.."[133]
- تلقى هدية من شخصية مرموقة وهي عبارة عن ساعة مصنوعة من الذهب الخالص عيار 18 من ماركة بياجيه حيث صنع منها 4 قطع فقط بالعالم. وكانت الساعة صنعت خصيصا للملك فيصل بن عبد العزيز وعليها صورة الملك عبد العزيز ال سعود. في فيديو نشره عبر حسابه على تطبيق سناب شات: «وصلتني هدية تحفة نادرة.. ساعة من الذهب الخالص عيار 18، موجود منها 4 قطع فقط بالعالم.»[134]

- وصلته بطاقة دعوة زفاف فحل على منقية (إبل)، وردا على الدعوة على صفحته في تويتر: "شر البلية ما يُضحك "ان هناك أشخاصا يصدقون، الله أنعم علينا بعقول حتى نميز الصح من الخطأ والمعقول من اللامعقول، فإذا كان الناشر غير سوي، يجب أن يكون المتصفح عاقلاً". وأضاف: "ليس كل شيء يطيح بين يدي الشخص يصدقه، وعلى الأقل إذا كان عندك شك في المصداقية احتفظ بكلامك لنفسك، حتى يتضح فيما بعد أن الأمر غير صحيح، وتظهر على ما تكلمت به إنسان تتفشل". وأكد خالد عبد الرحمن أنه "يجب على الشخص أن يحكم عقله قبل أن يحكم على الأشياء". وقال: "صراحة بقدر ما ضحكت إلا أنني انزعجت، عندما دخلت على الرابط ووجدت أن هناك أشخاصا يصدقون ذلك، ويعلقون بتعليقات سلبية جدا في شخصي". وقال: "يا جماعة الخير أنا متأكد أنه طالما مُنحت القدرة أنك تمسك جهاز وتدخل على موقع وتتصفح وتعلق، إنك إنسان عاقل وراشد وسوي، فكيف يبدر منك هذا التعليق السلبي، يا ناس حكموا عقولكم، يجب على الواحد قبل أن يدلي بدلوه أن يتأكد من المصدر هل يعقل أم لا يعقل".[135]

- نشر فيديو على تويتر لمدرسته الابتدائية قبل 50 عاما في منطقة بنبان شمال الرياض. واستعرض خلال الفيديو، مبنى المدرسة المهجورة، المكون من عدة فصول متصدعة، ولا يوجد بها أبواب أو شبابيك. وقال خلال الفيديو :" هذه مدرستي الابتدائية في بنبان"، مشيرا إلى أنه درس في المدرسة وعمره كان 5 أو 6 سنوات. 14 ديسمبر 2022.[136]

## الحياة الشخصية
تزوج خالد في حياته مرتين . في عام 2009 تزوج من محيط أسرته ثم انفصل وتزوج في تاريخ 2014/5/1 من أحد العوائل في دولة الإمارات العربية المتحدة في رأس الخيمة.

في أكتوبر 2018 انتشر له تسجيل صوتي قال فيه أنه مصاب بمرض الحزام الناري ويطلب من الجمهور الدعاء له بالشفاء ويتعالج في أحد مستشفيات مدينة الرياض.
في يوم الجمعة 28 شوال 1441 هـ - 20 يونيو 2020، غرد خالد على حسابه بتويتر من داخل أحد المستشفيات قائلا: «الله يبعد عنكم الأمراض يارب.. حبايبي أنا أمر بوعكة صحية صار لي أكثر من 10 أيام، دعواتكم لي ولكل مريض، وجزاكم الله خير الجزاء». وجاءت تغريدة خالد عبد الرحمن بعد ثلاثة أيام على نشره تغريدة بتاريخ 16 من يونيو 2020، قال فيها: السلام عليكم ورحمة الله وبركاته.. والدتي ترقد حاليًا بالعناية بالمشفى أسأل الله العلي القدير أن يشفيها ويشفي مرضى المسلمين وأن يلبسها ثوب الصحة والعافية.

وفي مقطع مرئي على تويتر طمأن خالد جمهوره بأنه بصحة جيدة. وأضاف: «أشكر جميع من قدم لي الدعوات الجميلة الطيبة من إخواني الفنانين والفنانات، والجمهور الكريم، وأحبابي وأصدقائي، والله لا يريكم مكروها، أبشركم أخوكم طيب وبخير، والوالدة طيبة بقي لها يومان وتطلع من المستشفى». نفى خالد عبد الرحمن صحة صورة متداولة له قيل إنها من على سرير المستشفى، مؤكداً أنها تعود لمسلسل ضرب الرمل قائلاً: «الله يهديه اللي طلعها، لفقها على أنها من الأحداث الأخيرة».
في 17 يوليو 2020م وعبر لقاء فني على منصة شاهد vip التابع لقناة ام بي سي، الذي أجري ضمن حفلات صيف 2020 «مكملين معاكم» مع الإعلامي علي العلياني كشف خالد بأن دخوله المستشفى كان بسبب عارض صحي، وهو ارتفاع اليوريك بالدم، وكان قبلها قد أجرى تحليل فيروس كورونا واتضحت إصابته بالفيروس، فأمضى بالمستشفى قرابة 10 أيام، وهو الآن في صحة جيدة، مبيناً أن والدته في تحسن مستمر، وأجريت لها مسحة لكورونا ستظهر نتيجتها لاحقا.
في 27 مارس 2022، توفيت والدة خالد عبد الرحمن، والتي نعاها عبر حسابه الرسمي في تويتر، فقال: «إنا لله وإنا إليه راجعون، اللهم آجرني في مصيبتي واخلف لي خيرا منها، انتقلت إلى رحمة الله والدتي الحبيبة. رب اغفر لها وارحمها وارفع نزلها في جنتك. رحلت من دار فناء إلى دار بقاء عندك يا أرحم الراحمين». وأقيمت مراسم تشييع جثمان والدة خالد عبد الرحمن في جامع الجوهرة البابطين في الرياض.

## إعلانات أعمال خالد عبد الرحمن
- إعلان جريدة الرياضية عام 1412هـ: جوريم للإنتاج الفني تقدم المطرب خالد عبد الرحمن في شريط الموسم : من يسد بمكانه.
- إعلان جريدة الرياضية لنزول شريط خالد عبد الرحمن آهات إنتاج الخيول عام1992م.
- إعلان جريدة الرياضية لالبوم جوهر بلادي، بمناسبة وصول المنتخب السعودي لنهائيات كاس العالم 1994. إنتاج الاوتار الذهبية. صدر الإعلان في 20 يونيو 1994م في يوم مباراة المنتخب السعودي والمنتخب الهولندي.
- إعلان شريط البوم صفحة جديدة في جريدة الهدف السعودية 1415 هجرية، 1995 ميلادية.
- إعلان روتانا للصوتيات لالبوم ذاكرة غيوض 1998م.
- إعلان شريط ابصملك على 10 عام 2002 مجلة نجدية العدد 3.
- إعلان جريدة الحياة، البوم لا يروح بالك.

## تعاونات فنية
- بدايات التعاون كانت مع الشاعر رياض إبراهيم بأغنية صارحيني وأغنية لأجل حبك في أول ألبوماته بعنوان صارحيني. وأغنية بعنوان انتظرته وقلبي إحساسه يقول في ألبوم انتظرته. وباقي الأعمال في جلسات غير رسمية «أنا قلبي الشقي» «من عذاب البعد».

البوم افراق- من إنتاج مؤسسة انغام وكان مقرها في منطقة الدخل المحدود- شارع حمزة بن عبد المطلب، ثم في البديعة- الرياض قبل أن تبيع الحقوق لشركة الاوتار الذهبية

البوم من يسد بكانه (سامريات) الغلاف القديم من إنتاج مؤسسة جوريم للإنتاج والتوزيع الفني 1992 قبل ان تبيع الحقوق لشركة الاوتار الذهبية

غلاف البوم بقايا جروح بعد أن اعيد تسجيله وإنتاجه في العام 1993

- تعاون مع الأمير فهد بن خالد آل سعود في قصيدة ماني على فرقاك يا شوق ناوي ومع الأمير سعود بن عبد الله في أغنية اهلا هلا بك في العام 1991 في البوم انتظرته.
- تعاون مع السامر في أغنية آهات واغنية صمت البوح (منك وعليك الهم من وين ما روح) في العام 1412هـ. ثم تعاون معه بأغنية ودي تشوف الهم عنوان الألبوم عام 1413 وتعاون معه أيضاً بأغنية من نشدني في ألبوم أمر تدلل عام 1994 ثم أغنية فرحة لقانا الذي حملت عنوان الألبوم وكذلك بأغنية عظيم الشوق (تعطيني الود ولاّ تاخذه مني) في البوم على النوى 1418هـ
- كان له تعاون وحيد مع الشاعرة الأمل المجروح بأغنية تقوى الهجر وتعاون وحيد مع الأمير فهد بن مشعل بأغنية لي متى من ألحان عاشق في ألبوم افراق.
- كان للشاعر رياض إبراهيم تواجد منذ بدايات خالد باغنية صارحيني وأغنية لاجل حبك (رجعنا بعد ما كنت بعيد وأنتِ بعيدة) وأغنية فكري وروحي يمك قريبة في ألبوم افراق وأغنية انتظرته وقلبي احساسه يقول في ألبوم انتظرته 1411 هـ وأغنية أنا قلبي الشقي من ألحان خالد عبد الرحمن وغناها في جلسة ولكن تنازل عنها للفنان خالد الماجد في البوم زين الوصايف 1415. لحن أغنية وش فايدة حبك من كلمات رياض إبراهيم وغناها في جلسة كاسيت غير رسمية وتنازل عنها للفنان خالد التركي في البوم صدفة 1999.
- في البوم سامريات الأول (من يسد بمكانه) في 1412هـ، تعاون مع الأمير الشاعر خالد الفيصل بأغنية سمرت من ألحان مساعد العيسى والأمير عبد الله الفيصل بأغنية قرب الرحيل (من يسد بمكانه) والأميرة الشاعرة مها السديري المعروفة ب غيوض بأغنية دقات قلبي من عناي اعبثت بي والأمير سعود بن محمد الكبير[143] باغنية سلموا لي (سلمولي على الغالي سلام كثير)
- قدم للفنان عبد العزيز الفهد ساعة زمن مرت في البوم راحت عليك 1412 هـ من كلمات وألحان خالد عبد الرحمن من إنتاج العثمان للإنتاج والتوزيع الفني بالرياض. وكانت الأغنية قد تغنى بها خالد بجلسة قديمة.
  - غنى للأمير خالد الفيصل أغنية من عذابي قلت لعيونك هلا وصاغها لحنًا الملحن صالح الشهري والتي سجلت في القاهرة، ولكنها لم ترى النور في البوم رسمي. ويذكر أن الأغنية كان قد صاغها لحنا وأداءً الفنان عبادي الجوهر في ألبوم طال السكوت 1993
- كتب الشاعر بندر الرشود السبيعي[144] قصيدة هزت شعوري وهي رد لبندر على قصيدة في غربتي وسجلت في شريط كاسيت غير رسمي[145] في 1413 وتعاون معه بأغنية صفحة جديدة في ألبوم يحمل الاسم نفسه العام 1995 وأغنية قصة ريم (قلت حظي جعل عمرك ما يقوم) في ألبوم كرنفالي وعنوانه مواجع خرج للأسواق العام 1997 ميلادية مع ثلاث فنانين آخرين وهم محمد البلوشي وحسين العلي وراشد محمد. وتعاون معه بأغنية طال صمتك (يا حبيبي طال صمتك وش جرالك)، وأغنية على نيتي في البوم سماعيات الأول 2003-1423، أصدر ألبوم غنائي يحتوي على قصيدة واحدة وهي مرثية كتبها الشاعر بندر الرشود ومن ألحان خالد البراك وهي ترجمة واقعية لألم الفراق الذي وقع للشاعر بندر الرشود في وفاة والدته 2005.[146] وأغنية يعلم الله في مهرجان منوع الغلا 2005، وأغنية أنا وياه في ألبوم عود الليل 2007.

البوم آمر تدلل إصدار الكاسيت حيث تم فيه الافصاح لاول مره عن شخصية مخاوي الليل

البوم امر تدلل 1414 هـ إصدار السي دي CD

- كانت للأميرة مها السديري (غيوض) أعمال متعددة أشهرها ألبوم لو بكيت 1991 جميعه من كلماتها وألبوم أمر تدلل في البوم يحمل الاسم نفسه 1414 هـ : الحزن الاكيد في البوم ذاكرة غيوض 1998 واغنية لوعة الفرقا 1994 في مهرجان النظائر. وعملين في ألبوم أعاني العام 1420-2000 : أعاني (حاولت أجيبك للضحى وأنت عييت) من ألحان حسين العلي وأغنية للغايب عذر.
- رد الشاعر عائض القرني (ليس الداعية الإسلامي إنما تشابه أسماء) على خالد بقوله تذكار يا خالد مع التذكار تبكي على روحي لياليها بنفس اللحن وقام الشاعر بحر المعنىّ بالرد على قصيدة في غربتي بقوله اشعلتها يا مخاوي الليل يكفيني...ناري بقلبي ثمان سنين أطفيها بنفس اللحن أيضًا وقام بغناء الأغنيتين الفنان حسين العلي في ألبوم حيسن العلي 6 في العام 1415 هـ
- الأمير بدر بن عبد المحسن في أغنية آه من ليل التجافي في البوم ودي تشوف الهم 1413-1993 وأغنية عقد وسوار في البوم يحمل الاسم نفسه 1416هـ وأغنية على النوى في البوم يحمل الاسم نفسه 1418-1998 وأغنية عوٌد الليل التي حملت عنوان الألبوم عام 2007.
- تعاون مع الملحن سمير مبروك[147] في أغنية موادع العام 1411 في البوم يحمل الاسم نفسه من كلمات الشاعر (العاشق) والعاشق هو اسم مستعار للشاعر عبد المحسن بن سعيد[148] (وهو من أسرة ال سعيد من العرينات) ولحن له من ضمن الالبوم أغنية يا ضامية. ولحن له أغنية لو بكيت من كلمات غيوض واغنية يا حبني لك دون كل المخاليق في البوم حمل اسم لو بكيت. ثم تعاون معه مؤخرا بعد انقطاع دام ستة عشر عامًا في البوم ثاني في أغنية لولاي من كلمات خالد بن سعود.
- سلطان الشادي وهو اسم اخترعه خالد في بداية التسعينات ليخبر الجمهور أنه تعاون مع شعراء آخرين لكي يرى ردة فعل النقاد في الساحة الفنية. وقدم هذا الاسم كملحن في الأعمال التالية: فزوا لها في ألبوم موادع، وثلاثة أعمال في ألبوم انتظرته: يا شوق (ماني على فرقاك) وأهلا هلا بك وأغنية من دلعك. وثلاثة أعمال أخرى في ألبوم قلبك كبير: وش تنتظر من كلمات ناصر بن أحمد الناصر ولا تستر الليل من كلمات بندر الرشود والود من كلمات حسين بن فهد القحطاني وتعالي نسكت أحسن من كلام تاليته جروح من كلمات رشيد الدهام السبيعي.
- تنازل عن أغنية ساعة زمن مرت للفنان عبد العزيز الفهد في ألبوم بعنوان راحت عليك العام 1412 هـ.
  - قدم للفنان والملحن عبد الرحمن الشومر أغنية تم الوعد بليل عدى وفات فات في البوم يحمل الاسم نفسه في العام 1993 م كان قد غناها خالد في جلسة قديمة وحمل الالبوم أيضا أغنية أنا غريب من كلمات خالد عبد الرحمن وألحان عبد الرحمن الشومر. وغنى عبد الرحمن الشومر أغنية وش لي بقى ذا كل شي خذيتيه ..وانا لك الشاهد حقيقة وصلتي من كلمات مخاوي الليل وألحان عبد الرحمن الشومر وقدمها بألبوم عبد الرحمن الشومر وأنغام حيث تعاون مع الفنانة المصرية أنغام وطرح اأالبوم في العام 1417 هـ - 1997 م. لحن قصيدة هذا الوطن يا ابن الوطن عساه على القوه في البوم جوهر بلادي وتغنى بها خالد عبد الرحمن. وأيضا أغنية نادرة لحنها الشومر وتغنى بها من كلمات مخاوي الليل بعنوان يحق لك بعد النصر احتفلتي.
- تعاون مع الشاعر خالد المجاهد في أعمال كثيرة أهمها رسالة من معاق وهو عمل إنساني تضمن من أغنية واحدة في البوم لجمعية المعاقين بالرياض. وأيضًا أغنية الله أقوى في ألبوم إفراق وأغنية تروعني في البوم بقايا جروح. أيضًا غنى له أغنية وطنية وهي مسلم عربي سعودي رافع البيرق عسى عزه يدوم وهي من ألحان عبد الرحمن الشومر. وأيضًا أغنية هاتيها روحي خذيتيها في البوم ودي تشوف الهم.
- تعاون لأول مرة مع الملحن صالح الشهري بأغنية ودي تشوف الهم في ألبوم يحمل الاسم نفسه 1413 هـ وتعاون معه في عملين في ألبوم عقد وسوار 1416 هـ بأغنية أحبك الما لروحي من كلمات السامر وأغنية عشق بدوي من كلمات سعد الخريجي
- تعاون مع الشاعره حنين (شيمه) لأول مرة بأغنية بنساك (بنساك لأني لك البس ملبس النسيان) في ألبوم أمر تدلل 1414 وأغنية أنت النظر كل النظر التي غناها خالد في جلسة قديمة. قبل أن يقدمها بعد سنوات مضت في ألبوم رفيع الذوق 2011[149]
- كان له مع الشاعر عبد الرحمن الناصر الشايع أعمال متعددة ويعرف بالشاعر مجازف[150] وأولها كان في ألبوم أمر تدلل 1414 بأغنية بادلي قلبي (صدقيني لو أبين لك غلاك) وأغنية لو جمعت أيام عمري من فرح كان قد تغنى بها خالد بجلسات لم ترى النور في البوم رسمي وأغنية من الفرحة نيست اني في ألبوم صفحة جديدة 1995 وأغنية يطول الهجر في ألبوم عقد وسوار 1996 وأغنية آخر أخبارك (من حقي اسال عن أول واخر اخبارك) في البوم قلبك كبير 1419 هـ. كما غنى للشاعر أحمد الناصر الشايع والد الشاعر مجازف باغنية لوعة المغرم (أعالج لوعة الغرم وتكبر لهفة المشتاق) بالبوم عقد وسوار.
- ماجد الماجد في أغنية مغترب في عذاب وهو البوم يحمل الاسم نفسه في العام 1416-1996 وهي من كلمات والحان خالد عبد الرحمن كان قد غناها في جلسة قديمة وايضا تضمن الالبوم أغنية عذال الهوى (وش فيه لو حبيت من زود وش فيه.... الحب نعمـه كـل نفـسٍ وصلهـا) من كلمات والحان خالد عبد الرحمن. وكان قبلها قدم لماجد الماجد أيضا في البومه الأول الذي طرح في العام 1412 هجريه -1991م بعنوان «أذكريني» أغنيتين وهن (اذكريني كل ما تضوي النجوم كلمات والحان خالد عبد الرحمن) كمغني مردد أو كورال وأغنية امسحي دموعك بيدينك وهي من كلمات والحان خالد عبد الرحمن وكان مرافقا له بالعزف على العود. وقدم ماجد الماجد بعد ذلك ألبوماً بعنوان علامك العام 1413 هجرية كانت قد تضمنت أغنية رعش قلبي سحر عينك التي قد غناها خالد في كاسيت غير رسمي وحققت انتشارا واسعا في تلك الفترة وقد منحها خالد لماجد الماجد لتغنى على طريقة الثنائي (الدويتو) معه. قدم خالد عبد الرحمن لحن أغنية اخذني بالفكر هوجاس لحبك يا نظر عيني وهي من كلمات الشاعرة نوال للفنان ماجد الماجد في البوم يقوى الهجر نزل في الأسواق العام 1417 هجرية، وقد تغنى بها خالد عبد الرحمن قديما بجلسة ترجع للعام 1410 هجرية.
- خالد الماجد في البوم زين الوصايف (سارت وانا عيني) العام 1415هـ -1995, وتضمن الالبوم الأعمال التالية: انا قلبي الشقي، بانت مثل ما بين النور من شمس، أوعدك يا من عني تخليت، يحسدوني في هواك، جميعها من كلمات وألحان خالد الا اغنيتين.. واحدة من كلمات والحان خالد الماجد وهي حبيبي حبيت والأخرى هي أغنية انا قلبي الشقي من كلمات رياض إبراهيم والحان خالد عبد الرحمن. وقد قدم له خالد عبد الرحمن أغنية ان عنيت اليوم باكر ما عنيت وهي كلمات لخالد وكتبها باسم مخاوي الليل وهي عنوان البوم آخر لخالد الماجد خرج للأسواق في العام 1994-1415 للهجرة من إنتاج شركة الموال للإنتاج الفني وسجل الالبوم في استديو هتاف. ثم في العام 1995م-1416هـ قدم خالد عبد الرحمن ثلاثة أغنيات لخالد الماجد من اصل 8 أغاني في البوم بعنوان أنانية وهي من كلمات مخاوي الليل وهو خالد عبد الرحمن نفسه والحانة وكان من ضمن الالبوم اغنيتين بقيت بحال وعشت بحال من كلمات مخاوي الليل ولحن خالد عبد الرحمن واغنية في بحر عينك من كلمات مخاوي الليل ولكن كانت من لحن خالد الماجد
- عبد العزيز المنصور في أغنية وش بقالي منك، واغنية قضى ليل الهوى طلابه في البوم نزل في العام 1414هـ -1994م
- راشد محمد في أغنية يؤسفني، وأغنية ياشوق خذني على المقصود وأغنية نبكي هوانا حظنا ما جمعنا وأغنية الله أقوى يوم قلبك قوى في البوم نبكي هوانا العام 1415 هـ.
- كان للفنان عبادي الماجد ألبوم بعنوان اشاعه في العام 1418 وتضمن ستة أغاني وكانت واحدة منها أغنية الحر تكفيه وهي من كلمات بندر الرشود وألحان خالد عبد الرحمن.
- تعاون مع الشاعر أحمد الجوفي في أغنية ليلي عذاب[151] 1415هـ 1994م، حيث لحنها وصاغها بصوته في البوم بعد الرحيل وقد تضمن الالبوم ثلاث فنانين آخرين.
- في ألبوم صفحة جديدة وهي عودة واعتذار من خالد للجماهير عن الاعتزال. تعاون مع الشاعر ماجد بن عجب الدوسري بأغنية يا غايب عني ترى للبطا لوم وقد كانت الأغنية متوفرة في الطبعة الأولى وقد سحب خالد عبد الرحمن الأغنية في الطبعة الثانية لخلافه مع الشاعر. وتعاون مع الشاعر عبد الله عبيد البقمي بأغنية بينك وبيني (بلا ميعاد يا ضاميه افراق) والشاعر مجازف باغنية من الفرحة والشاعر فهد السياري باغنية حالمة وابعاد تفكيرك خيال من الحان مساعد العيسى والشاعر بندر الرشود بأغنية صفحة جديدة والشاعرة اثيل باغنية الصد والشاعر محمد العجيمي باغنية حبيب الامس (كتبت الحرف لاجل انسى هموم البارحة واليوم)... وكان لاسم مخاوي الليل المستعار لخالد تواجد باغنية شدوا ويمتهم جنوب عن الديرة.
- أنتجت مؤسسة صفوى للإنتاج والتوزيع الفني من المنطقة الشرقية في السعودية البوم بعنوان : الميعاد للفنان محمد موفي وكانت من ضمن الأعمال أغنية جتني تأسف تعتذر عن خطاها وتقول سامحني على كل ما صار من كلمات الشاعر الشيخ محمد بن إبراهيم البراهيم[152] الملقب بالشاعر الوافي[152] من ألحان خالد عبد الرحمن.
- تعاون مع الشاعر طلال الرشيد (الملتاع) في أغنية حبيبتي في البوم عقد وسوار عام 1996 وأغنية عيون الحب في ألبوم فرحة لقانا عام 1997.

البوم صفحة جديدة - إصدار السي دي 1415 وتضمنت أغنية يا غايب عني حيث لم تكن متوفرة في إصدار الكاسيت الطبعة الثالثة بسبب خلاف الفنان خالد عبد الرحمن وشاعر الأغنية ماجد بن عجب الدوسري

- اعطى من كلماته والحانة بعنوان «الأرض رحبه» ل محمد المازم في البوم مثل الشموع 1996.[153]
- ٍقدم للفنان فايز السعيد آٌغنية انا حظي مثل غض الورق لا طاح من غصنه من كلمات والحان خالد عبد الرحمن.[154]
- أهدى خالد عبد الرحمن أغنية لـو جمـعت ايـام عـمري من فرح، للفنان عادل الخميس في ألبوم «سهم الهوى» 1996.[155]
- تنازل عن أغنية تعالي يا هوى قلبي وغرامه واغنية صبري على حكم القدر للفنان مشهور عبد الله في العام 1417 هـ في البوم بعنوان هذي قصتي وكانت هاتين الأغنيتين قد سجلت بكاسيت غير رسمي من قبل خالد وحققت انتشاراً واسعا في تلك الفترة.
- لحن للشاعر سعد الخريجي قصيدة بعنوان «المُهرة»، وشدى بها الفنان راشد الفارس.
- تغنى ولحن بقصيدة هذا الحنان اللي له القلب محتاج أرجوك زيدي بالعطا واحتويني في جلسة قديمة من كلمات الشاعر طلال السعيد.
- أعطى للفنان علي عبد الستار أغنية يتيمة وأغنية للملا أعلنت، واضيفتا الاغنيتان في البوم بعنوان يتيمة، كانتا قد سجلت في السابق بصوت خالد بشريط غير رسمي.
- كان له تعاون وحيد مع الشاعر عبد الله الرشود في أغنية عهدٍ علي (ماني بميت لا نسيتي غرامي) من الحان مشعل باخت في ألبوم على النوى عام 1418. ويذكر ان الأغنية قد قدمت من قبل بلحن مختلف للفنان بديع مسعود بالبوم باسم المحبة من إنتاج انغام للتوزيع الفني في بداية التسعينات.
- تنازل عن أغنية راضي بحبك وأنت بالحب راضي للفنانة أحلام[156]
- تنازل عن اغنيتين للفنانة شمس وهي أغنية الوجيه اللايمه (والله إني وإنت بالدنيا جميع) في البومها الأول حبيب الورد[157] من إنتاج مؤسسة ريناد في العام 2000- 1421 هـ واغنية هلا باللي اقبل يا بعد كل من قال في البوم سبع مرات 2002[156]
- خالد التركي[158] في البوم أرضيك 1998 إنتاج روتانا وقدم له 5 أعمال وهي أغنية زين الذي منك ذكرتيني (ارضيك), وعليّ تجمل، واليوم في روضك، وقلت النهاية (لحن)، ومن عذاب البعد من كلمات رياض إبراهيم والحان خالد عبد الرحمن، وقدم بعد ذلك خالد التركي ألبوم صدفة وتعاون مع خالد عبد الرحمن في 3 أعمال كملحن لأغنية وش فايدة حبك من كلمات رياض إبراهيم [158] وأغنية إلى أمر من كلمات الشاعر طلال الرشيد (العطيب) وخلاص قلبك نساني من كلمات سلطان المسيليم في عام 1999 ميلادية 7-8-1420 هجرية. واغنية نادرة من الحان خالد عبد الرحمن بعنوان إلى أمر سيد المزايين فاعطوه.
- لحن له الفنان حسين العلي قصيدة خير وش باقي وتغنى بها حسين العلي في البوم رحلة عذاب.
- قدم لحنا للفنان بدر الخالد في أغنية أحبك فقط في ألبوم عملة مغشوشة[159]
- قدم للفنان عبد الله مشعل أغنية نغمة الناي (ابكيتني وأنا أحسبك تكره بكاي) من كلمات ولحن خالد وكانت ضمن ألبوم حمل عنوان الشايب من إنتاج روتانا 1419 هـ
- قدم للفنانة السعودية المعتزلة «الجوهرة» أغنية عقبك حبيبي ذي الليالي وحيشة في ألبوم جايز انسى في العام 1419 هـ والتي تغنى بها في جلساته القديمة.
- خالد عبد العزيز في أغنية منك لا يجيني ملام في العام 2000 من كلمات وألحان خالد عبد الرحمن.
- وليد العطا في أغنية ترى الغلا لو غبت يا زين ما مات في العام 2000.
- الفنان ظامي قدم خالد عبد الرحمن كلماته ولحنه أغنية عطني هواي في البوم ظامي 2000.
- يوسف سحاب في أغنية جيتك وانا كلي امل من كلمات مخاوي الليل والحان فارس مهدي بالبوم بعنوان المجمول.
- في البوم سامريات 2 في 1423هـ تعاون مع الأمير محمد بن عبد العزيز بن محمد آل سعود بأغنية جوهر احساسي، وتعاون معه بعدة أعمال، منها: حيرتني، جمعت الشوق، قبل الفراق، اسأليني، المعاني، رفيع الذوق، اتخيلك، واغنية اسمعيني.
- تعاون مع الأمير خالد بن سعود الكبير باغنية روحي الوجله بألبوم عود الليل وأيضًا بأغنية روح روحي وصغير السن بألبوم يحمل الاسم نفسه في العام 2008 وتعاون معه بعدة أعمال أخرى.
- تعاون مع الأمير الشاعر سعد بن سعود بن محمد بن عبد العزيز آل سعود (منادي)[160] أول مرة في البوم رناد الأول بأغنية المحال
- تعاون مع الشاعر ناصر القحطاني باغنية اخترتك لدربي (وين أنت يا أغلى العرب ناوي) في البوم يا هاجري 2001-1421 وتعاون معه قبلها في ديوان صوتي حمل عنوان شمس الغرام تضمنت قصائد وواحدة منهن أغنية الذاهبة من الحان وغناء خالد عبد الرحمن وتعاون معه أيضا باغنية العروس وأغنية شمر وأغنية الردية
- تعاون مع الشيخ محمد بن راشد آل مكتوم باغنية يا هاجري 2001
- قدم للفنان السعودي ظامي أغنية عطني هواي من كلمات مخاوي الليل وألحان خالد عبد الرحمن بألبوم ظامي 2000
- قدم للفنان الإماراتي محمد مبارك أغنية (صحبة سفر) ياعينها اللي في بحرها الرجا مقطوع بعنوان صحبة سفر العام 2001 واغنية انا مثل الذي تايه في البوم وشلون ما أحبك وأغنية أخافك يا عيون كحال في البوم فالك طيب العام 1424 هـ وجميعها من كلمات وألحان خالد عبد الرحمن.
- تعاون مع الشاعرة الإماراتية الشيخة فاطمة بنت راشد بن سعيد آل مكتوم المعروفة باسم غياهيب لأول مرة بأغنية بيني وبينك من ألحان خالد الناصر في العام 2013[161] وأغنية اخلف مع نفسي من ألحان وليد الشامي في العام 2014[162]
- قدم للفنان يوسف شافي أغنية انا مثل الذي تايه خلق همه معه رفقه من كلمات وألحان خالد عبد الرحمن في البوم بعنوان الجروح كان قد غناها خالد في جلسة قديمة
- عبد المنعم العامري في البوم الاسطورة باغنية تغلي 2009 [163] واغنية هب نسناس الهوى 2013[164]
- قدم للفنان القطري خالد دلوان بانت الرؤيا على علم ويقين كلمات والحان خالد عبد الرحمن 1433 هـ
- قدم للفنان الشعبي تركي بن بندر جات في خطوة غريبة من كلمات وألحان خالد عبد الرحمن 2011
- أعطى لهاني العبد الله من كلماته وألحانه أغنية ابعدت بسكات...تعتقد إني أنا ظلها 2012[165] كان قد غناها خالد في جلسة قديمة. اسم الألبوم أول المخطين.[166]
- طرح خالد عبد الرحمن شيلة حكم القدر من كلمات الشاعر هشام الداوود وألحان خالد عبد الرحمن وأدائه بمشاركة نخبة من المنشدين والفنانين ويتكون من 10 قصائد (إلقاء صوتي) بالإضافة إلى خمس شيلات، من إنتاج وتوزيع شركة دار شرواك.[167] وقدمها في حفل الرياض 2017.[168]

## ألبوماته
- صارحيني (1988)
- بقايا جروح (1989)... من إنتاج مؤسسة الغروب للإنتاج الفني.
- إفراق (ألبوم) (1990)
- قائد أمة (1990)
- انتظرته (1991)
- رسالة من معاق (1991) من كلمات الشاعر خالد بن مقرن المجاهد، كتب الكلمات عام 1991م، 1411 هجري.
- لو بكيت (1992)
- موادع مطلع عام (1992)
- سامريات (1992)
- آهات 1413 هـ (1992) وحقق نجاحات ساحقة، حيث وصلت مبيعاته إلى ما يقارب المليون نسخة.[12]
- ودي تشوف الهم (1993)
- أمر تدلل (1994)
- جوهر بلادي 1415 هجريه، 1994م هذا الوطن يا ابن الوطن كلمات خالد المجاهد وألحان عبد الرحمن الشومر وأغنية جوهر بلادي كلمات وألحان خالد عبد الرحمن. بمناسبة وصول المنتخب السعودي لنهائيات كاس العالم بالولايات المتحدة.
- صفحة جديدة (1995). أنتج ألبومه صفحة جديدة في الأوتار الذهبية، نزلت الطبعة الأولى وهي تحتوي على ثماني أغان كان من ضمن الأغاني أغنية (ياغايب عني) وعند نفاذ الطبعة الأولى التي لم تستمر وقتها أكثر من أسبوع تفاجأ الجمهور بأن الأغنية نفسها انسحبت من الطبعة الثانية! هذا القرار جاء من خالد عبد الرحمن بعد عدة مشاكل مع شاعر الأغنية ماجد بن عجب الدوسري.[169]
- عقد وسوار (1996)
- فرحة لقانا (1997)
- على النوى (1998)
- قلبك كبير (1999) [170]
- أعاني (2000)[171]
- يا هاجري (2001)
- أبصملك على 10 (2002)
- مثل العسل (2002)
- وجه المرايا (2003)
- أحاسيس خالد (2003)[172]
- سامريات 2 (2003)
- سماعيات 1 (2004)
- البوم بعنوان مرثية (2004) كتبها بندر الرشود في والدته. نزل في 1 شوال.[169]
- جلسة 1 (2004)
- جلسة 2 (2004)
- قمراي (2005)[173]
- عود الليل (2007)
- روح روحي (2008)
- خالـديات (2010)
- رفيع الذوق (2011)
- ألبوم انشادي مع المنشد عبد الله السكيتي باسم الحكاية (2013)[174]
- ثانـي (2013)
- شيلات خالد عبد الرحمن 1 (2014)
- لا يروح بالك (2014) منها أغنية الجو ماطر من كلمات فواز البلوي[175] والحان محمد المغيص وغناء خالد عبد الرحمن.[176]
- الحب الكبير (2016) [177]
- زمان البعد (2020)[178] طرحته شركة روتانا للصوتيات والمرئيات، عبر قناتها الرسمية بموقع يوتيوب في نوفمبر 2019. يتضمن الألبوم 4 أغنيات، هي: «زمان البعد» من ألحان سهم، و«مهب الريح» من كلمات الأمير محمد بن عبد العزيز، وألحان سهم، والتوزيع الموسيقي لهاني فرحات، وأغنية «بالله من جدك»، و«ليالينا».[179]
- البوم سامريات 2021، من إنتاج one production. احتوى العمل على سبع أغاني منها أغنية مجنون احبك (موتي ارحم ولا عيشة حياة مغبون) ونشر على منصة one production على اليوتيوب في 20 يوليو 2021.

### ألبومات مهرجان وكرنفالات

خالد أثناء لقاءه مع مجلة المختلف 1997

- جوهر بلادي 1412 أغنية وطنية للمنتخب السعودي وتضمنت أغنية هذا الوطن يا ابن الوطن، وأغنية جوهر بلادي.
- قائد الأمة (مسلم عربي سعودي) ألبوم ضم عمل واحد فقط من ألحان عبد الرحمن الشومر وكلمات خالد المجاهد 1411 -1991
- في كف الفرح، ألبوم رسمي جمعه مع الفنان محمد العتيق من إنتاج اجا وسلمى ويتضمن العمل زفة للأعراس وتضمنت أيضاً أغنية النور نوره كشف واجهر الناس من غناء خالد وهي أغنية خاصة قدمت لعبد الله ونوره. وهذا الشريط يعتبر نادر جداً وخرج إلى الأسواق في العام 1414 هجرية تقريبا.
- مهرجان الأوتار الذهبية الرابع، بعنوان - أحاسيس -، ومن الاغاني أغنية بعنوان: للندم من كلمات عبد الرحمن الحوتان وألحان بنجر الفايز وغناء خالد عبد الرحمن وتضمن كلا من الفنانين بديع مسعود بأغنية يا من غديتي وسميرة سعيد بأغنية على كفي.
- مهرجان أغاني العشاق 1413 هـ من إنتاج شركة هتاف للإنتاج والتوزيع الفني، ثم تم إعادة الطبعة عن طريق شركة الاوتار الذهبية. وتضمن أغنية قصيدة حب (يحول اقسى من الحرمان)اشرف فيها الفنان عبد الرحمن الشومر[180] على توزيعها الموسيقي بالعود والأداء لخالد عبد الرحمن وجميع القصائد للشاعر عبد الإله المطرف والقاء الشاعر عبد اللطيف الغصن وتضمن الألبوم كل من إبراهيم موسى بأغنية: على ميهاف، عبد الرحمن الشومر بأغنية: عندي شعور، بدر الحبيش بأغنية: خلايف الله - عبد الرحمن النخيلان[181]-زمان أول - محمد السليمان-غناوي (موال) - سعد جمعه - ريح الأوطان.
- كرنفال النظائر الرابع 1993 وتضمنت 4 أعمال للشاعرة غيوض وغناء كل من عبد الكريم عبد القادر وعبد المجيد عبد الله وعلي عبد الستار وواحدة منهن أغنية لوعة الفرقا (لا تنشد عن احوالي) من كلمات غيوض وألحان أنور عبد الله وغناء خالد عبد الرحمن.
- مهرجان ادليب الأوتار الأول 1994 وتضمنت أغنية اذكريني إذا حبيت غيري وتضمن العمل كلاً من الفنان محمد البلوشي وراشد الماجد وعبد الله رشاد
- شارك كمردد أو كورال في أغنية تاه الشقاء من غناء الفنان ماجد السعيد من كلمات ماجد الماضي ضمن ألبوم مهرجان ليالي نجد الشعبي الثاني من إنتاج مؤسسة الغروب للإنتاج والتوزيع الفني.
- مهرجان أو ألبوم بعنوان بعد الرحيل 1994- 1415 هـ - كلمات - أحمد الجوفي، ليلي عذاب غناء وألحان خالد عبد الرحمن ومنال بأغنية اشتاق وعبد الرحمن الشومر باغنية دوري وانغام باغنية من غيرك.
- مهرجان المواجع 1997 بأغنية قصة ريم من كلمات بندر الرشود السبيعي وألحان خالد عبد الرحمن
  - أوبريت ظهران الجنوب، 1417 هجرية، 1997م وتضمن ستة أجزاء. يا ديرة التوحيد يا دار الوفا والكرام
- مهرجان ذاكرة غيوض 1998 بأغنية الحزن الأكيد من كلمات غيوض وألحان وغناء خالد عبد الرحمن وفنانون آخرون
- ألبوم ( أحاسيس مسموعة ) 1418 هـ وهو عبارة عن ديوان شعري مسموع احتوى على 19 قصيدة كتبها مخاوي الليل خالد عبدالرحمن
- مهرجان طرب ومشاعر 1419 هجرية بأغنية يا حبيبي طال صمتك وش جرى لك وقصيدة لا تستر الليل (القاء شعري) وفنانون آخرون
- مهرجان ليل الطرب 2000 تعاون به أول مرة مع الشيخ محمد بن إبراهيم بن عبد العزيز البراهيم والملقب بالوافي وشاعر الملك باغنية يا صاحبي ما فادنا كثر الأحلام
- إحساس خالد ..2000 وهو ألبوم من كلمات وألحان خالد. وتغنى حسين العلي بأغنية يا ضيف عمري مرحبا واهلين والفنانة ميعاد دنيا معك والفنان حسين قريش بأغنية ضحية صمت بالإضافة لخالد أغنية لو أشوفك في أي حال.
- مهرجان نخبة الأوتار 2001 بأغنية البنات الغنادير (الله على شوف الغضي حزة عصير) من كلمات قايد الشريف وألحان حسين العلي[182]
- مهرجان رناد الأول 1999 م 1419هـ من كلمات سعد آل سعود (منادي) بأغنية المحال من ألحان أحمد الفهد[183]
- شارك في مهرجان المسرة نهاية 1423 هـ بثلاث أغنيات: ودعت جرحك كلمات عبد الرحيم الهاشمي ألحان عـلي كـــــانو وأغنية سلطان فكري (ان غبت عني حن قلبي وتشرّه) كلمات وألحان خالد عبد الرحمن وأغنية أحبك كلمات الشاعر الــيــاه وألحان طارق المقبل.
- مهرجان مشاعر وطرب بأغنية يا حبيبي طال صمتك كلمات بندر الرشود والحان خالد عبد الرحمن. إنتاج شركة الاوتار الذهبية
- مهرجان رناد الثالث 2004 بأغنية يا ظالمة ومن ألحانه وهي من كلمات الشاعر مساعد الشمراني[184]
- مهرجان خيال الشاعر 2004 لا لا تخليني من أشعار محمد بن راشد آل مكتوم وألحان أنور عبد الله
- مهرجان فن الأوتار 1 (2004) بأغنية يحميك وأغنية روحي معك كلمات علي بن سالم الكعبي ألحان عـلي كـــــانو. إنتاج شركة الأوتار الذهبية.
- ألبوم مهرجان غنائي بعنوان «خليجي ستارز 1» محتويا على ست أغاني من إنتاج رنا للإنتاج والتوزيع الفني، وقد طرح يوم الثلاثا 8-6-2004م. كامل أغاني الألبوم الست كتبها الشاعر مساعد الشمراني وهي:- (وش ناوي) غناء الفنان عبد المجيد عبد الله وألحان صلاح الهملان، (علمونا) غناء الفنان راشد الماجد وألحان نزار عبد الله، (يا ظالمة) ألحان وغناء خالد عبد الرحمن، (صغير) ألحان وغناء علي بن محمد، (طمنوني) ألحان وغناء مهند محسن و (حنين) غناء البحريني محمد البكري وألحان صلاح الهملان.[185]

- مهرجان فن الأوتار 2 (2005) بأغنية يا طير من كلمات الشيخ زايد بن سلطان. إنتاج شركة الأوتار الذهبية.
- مهرجان عناقيد كلمات الشاعر - ناصر القحطاني وأغنية العروس من ألحان وغناء خالد عبد الرحمن
- مهرجان منوع الغلا من كلمات الشاعر - بندر الرشود بأغنية اذكريني ياعيوني (يعلم الله) من ألحان خالد البراك 2005
- شارك في مهرجان بنت الخيال للشاعر - سمو الأمير الشيخ ناصر بن حمد آل خليفة بأغنية (البارحة) من ألحان أحمد الهرمي 2010
- ألبوم شاديّات، (2011).[186] تغنى خالد عبد الرحمن بأغنية «اللي حبيته» من ألحان صالح الشهري. يضم الالبوم 13 أغنية جميعها من كلمات الشاعر منصور الشادي ويضم مجموعة من المطربين والملحنين العرب في مقدمهم: محمد عبده، رابح صقر، علي بن محمد، ماجد المهندس، راشد الماجد، طلال سلامة، خالد عبد الرحمن، أنغام، أحلام، فضل شاكر، إبراهيم الحكمي، مساعد البلوشي.[187]

## فيديو كليبات
صوّر خالد الكثير من الأغاني على طريقة الفيديو كليب لصالح قناة art الموسيقى التابعة لشبكة راديو وتلفزيون العربART التي أنتجت له العديد منها بالتعاون مع شركة روتانا للصوتيات
| الأغنية                             | المخرج        |
| ----------------------------------- | ------------- |
| بقايا جروح                          | أحمد الدوغجي  |
| صدقيني                              | جميل القحطاني |
| حبيبتي                              | كريم حمزة     |
| فرحة لقانا                          | أحمد الدوغجي  |
| وش تبين                             | أحمد الدوغجي  |
| قلبك كبير                           | جابر الحربي   |
| من دلعك                             | _             |
| مجروح قلبي                          | جورج لابا     |
| يسود الصمت                          | زياد خوري     |
| للغايب عذر                          | جابر الحربي   |
| أعاني                               | جابر الحربي   |
| أصدق معاذيري                        | جابر الحربي   |
| ودي تشوف                            | أحمد الدوغجي  |
| من الفرحة                           | عادل الخضر    |
| آخر أخبارك                          | زياد خوري     |
| يالله النسيان                       | أحمد الدوغجي  |
| طمني عليك                           | عادل الخضر    |
| لوبكيت                              | _             |
| عطاشا                               | جابر الحربي   |
| لبيه                                | جابر الحربي   |
| الفراق                              | خالد عبد الله |
| رابع الأركان (في شهر رمضان المبارك) | عدنان السويلم |
| وجه المرايا                         | جورج لابا     |
| تعالي                               | زياد خوري     |
| يا هيه                              | محمد النفيعي  |
| تذكار                               | أحمد الدوغجي  |
| قلب وريد                            | جورج لابا     |
| أنت أجمل                            | حسين دعيبس    |
| حبيتي آسف أزعجتك                    | جورج لابا     |
| العطا                               | عادل الخضر    |
| حالمة                               | عادل الخضر    |
| زليت                                | كريم حمزة     |
| يا عذابي                            | أحمد الدوغجي  |
| آهات                                | _             |
| راجح الاوزان                        | _             |
| كنتي مغرمة                          | حسين دعيبس    |
| مثل العسل                           | يونس قطيفان   |
| دنيا جديدة                          | جورج لابا     |
| الردية بمشاركة الشاعر ناصر القحطاني | عدنان حجازي   |
| ضيقوا صدره                          | حسين دعيبس    |
| البارحة                             | فطيس بقنة     |
| شمعة                                | فطيس بقنة     |
| دلعوها                              | فطيس بقنة     |
| إسمع كلام                           | ياسر الياسري  |